# ウルトラマンガイア
『ウルトラマンガイア』（ULTRAMAN GAIA）は、1998年（平成10年）9月5日から1999年（平成11年）8月28日まで、毎日放送・TBS系列で毎週土曜日18:00 - 18:30ほかにて全51話が放映された、円谷プロダクション制作の特撮テレビドラマ作品、および作中に登場する巨大変身ヒーローの名称。
また、テレビ山口では夏休みなどに集中放送、その他の一部系列局では17時台にて遅れネットで放送。
放映直前当時のキャッチフレーズは「正義の味方か、悪魔の使者か。」。
劇場版、OV作品については以下参照。
- 劇場版『ウルトラマンティガ・ウルトラマンダイナ&ウルトラマンガイア 超時空の大決戦』（1999年3月公開）
- OV『ウルトラマンガイア ガイアよ再び』（2001年3月リリース）

## 概要
『ウルトラマンティガ』や『ウルトラマンダイナ』に続く、平成に入ってから制作されたウルトラマンのテレビシリーズ第3作目。また、20世紀に制作されたテレビシリーズとしては最後の作品でもあり、世界観の繋がっていた前2作から設定を一新し、身近なテーマに対応できるように時代設定を放映年代とほぼ同じ20世紀末とし、緻密な科学考証や人間関係などのリアリティが重視された他、地球出自のウルトラマンである「人間ウルトラマン」の決定版を意図して押し進められ、ウルトラマンの在り様を主人公の意識が決定づけ、ライバル的存在のウルトラマンアグルが登場するなどライバル関係にある2人のウルトラマンの意思の対比によって緊張感が生まれ、クオリティの高いハイブロウな世界が展開された。
本作品の主人公・高山我夢は科学者集団に属し、「ワームホール」「反物質」などの専門用語や造語が頻繁に使われ、ウルトラシリーズの中でもSF要素の強い内容となった。また、それまでの怪獣攻撃隊とはその組織構図が異なり、航空部隊や地上部隊、レスキュー部隊、海洋探査部隊、の陸海空で編成された各3名ずつのエキスパートがチームに分かれて任務を遂行する特捜チームという設定となっている。この他、テレビクルーや天才科学者集団、上位防衛組織の諜報・特捜活動部隊なども準レギュラーとして登場している。主演の吉岡毅志は放送当時でのシリーズ史上最年少、19歳での主役抜擢となった。
本作品はそれまでのウルトラシリーズとは異なり、シリーズを通しての敵の設定や大河ドラマ性が強化され、中盤の第23話〜第26話（アグルとの決戦やガイアのヴァージョンアップ編）、終盤の第47話〜最終話（第51話）といった長編エピソードも多く採り入れられた。第26話で一旦最終回のような展開を見せたあと、第27話以降は初回に戻ったような形で再びストーリーを進めるという試みも見られる。また、脚本の小中による提案で、チーム分けのリアリティの強化、これまでにない災厄に近いニュアンスで解釈された敵の在り方や、若い主人公にすることなどが挙げられた。プロデューサーの笈田雅人は、前2作品で自分たちの持つウルトラマン感をやり尽くしたため、東映作品などウルトラシリーズ以外の日本の特撮作品の要素を取り入れたとしている。当初はベテランの3人の脚本家に企画案をオーダーしたが、2人のウルトラマンが兄弟であるなど、いずれも今ひとつの結果であったため、小山信行と笈田雅人が企画をまとめることとなった。
星雲賞を受賞した『ウルトラマンティガ』に続き、本作品も同賞の候補作に挙げられたが「ウルトラマンが連続で2年以内に受賞するのが規定違反になるので、次点にさせる」という審査理由から受賞には至らなかった。
また、オリバー・ストーンが本作品に注目し「是非ともハリウッドで映画化させてほしい」とFAXが送られてきたこともあったのだという。
本作品の2クール目までシリーズ構成を担当した小中は後年、「複数のライターが参加したことによってサブプロットが豊かなドラマになったと思います。ベテランであれ新人であれ、うねりあるものにしてほしいと伝えました」「『ティガ』で自分が描きたいウルトラマンは書き終えたと思っていたところでプロデューサーに口説かれた。そこで今作は「空想特撮シリーズ」の原点に戻るのにこだわった。そして、これを見た子供たちが一生ウルトラファンでいられるよう頑張りました」と語っている。
ストーリーは、当時の時事であった京都議定書から連想し、環境問題を取り込み、環境を破壊し、野生生物を絶滅させ、地球自身を破滅に追いやるかもしれない現代の人類が描かれている。同時に、怪獣も地球の生物であり、根源的破滅招来体に覚醒させられたという設定で、物語の前半ではガイアも戦闘により、怪獣を倒していたが後半は怪獣も地球の生物だという自覚のもとに無闇に倒すとの展開はなくなる。また、当初から明るい未来を子供たちに対し、示唆して終わりたいということは考えられていたため、終末論などには引っ張られないようにしており、ポジティブさを保全するために正しい科学の進歩が未来を切り開くものとしてアルケミー・スターズが設定された。また、SF的な展開には科学的な裏付けが必須として、量子物理学を活かすことが参加する脚本家たちに求められた。
『ガイア』を代表する演出に、着地時などに周囲の土煙がハネ上がるというものがある。特技監督の佐川和夫が『ウルトラマンタロウ』のころから温めていたアクションで、『ウルトラマンダイナ』第38話で試験的に取り入れ、『ガイア』においては第1話から継続的に用いられている。技術的には操演を担当する亀甲船が参加した特撮映画『ガメラ2 レギオン襲来』で用いられた手法を応用している。ガイアを印象付ける演出として、その後の『大決戦!超ウルトラ8兄弟』においても使用されており、のちに可動フィギュアUltraActシリーズでもウルトラマンガイアの初回限定特典として、巻き上がる土煙を再現したエフェクトパーツが付属している。
音楽は『ウルトラマンパワード』で劇伴音楽を担当した佐橋俊彦が担当している。佐橋は本作品の作風から『キャプテン・スカーレット』を連想し、同作品の音楽を手がけたバリー・グレイの曲調を意識したという。
ウルトラマンガイアとウルトラマンアグルは、従来のウルトラマンのように「宇宙人であるがゆえに地球での活動時間に制限がある」という設定ではなく、「地球が遣わした存在であるがゆえに活動時間に制限はない」という設定となった。そのため、彼らのライフゲージ（従来のカラータイマーに相当する）の点滅は、活動時間ではなく活動エネルギーの限界が近付いたことを知らせるためのものである。
バンダイのインターネット動画配信サイトのバンダイチャンネルで、2011年2月から動画配信されている。
次作『ウルトラマンコスモス』ではドラマパートがビデオ撮影に移行したため、本作品は全編フィルム撮影で制作された最後のウルトラシリーズとなった。

## 制作
シリーズ構成を中心に脚本家が全員が集まり、シナリオ会議を行うことが初めて試みられた。会議では、ウルトラマンと戦う「根源的破滅招来体」については、脚本家のイメージに各々委ねる方針が採られたため、一人の脚本家が、同族の招来体が登場する話を複数回にわたって書くケースが見られた。また企画当初の時点では、最終回の展望についてはシリーズ構成担当の小中千昭の意向もあり、明確に決まっていなかった。
上記のように、シリーズ構成は2クールまで小中千昭が務め、3クール目はプロデューサーの笈田雅人が務めた。3クール目は「バラエティ編」として、各話ごとにオムニバス感を強調した脚本が採用され、アグル復活も笈田と小中の話し合いで3クール目終盤に復活させることが決定し、そこから最終章である4クール目に移行する流れが組まれた。

## 登場人物

### ウルトラマン
高山 我夢（） / ウルトラマンガイア
本作品の主人公。千葉県出身の20歳。アルケミー・スターズ日本代表にして、1980年代に世界中で誕生した天才児の1人。17歳で量子物理学の博士号を取得した。
当初は城南大学の量子物理研究室に在籍していたが、粒子加速機を使い、意識を粒子加速領域に近づける実験中に厄災を倒す地球の意思である赤き巨人（ヴィジョンのウルトラマン）のイメージを視認し、コッヴ襲来時に地球から赤き光の巨人が一体化したことでウルトラマンガイアとして実体化したことを機に根源的破滅招来体と戦うためにXIGにアナライザー（異常現象や怪生物の分析担当）として入隊。
第7話でEXのリモートフライングシステムを開発し、EXを離れたことを周囲に気づかずに変身することが可能となった。
物語初期は他のメンバーとの衝突が見られたが、分析の的確さや性格の素直さ・柔軟さなどから次第に周囲から厚い信頼を置かれるようになり、ファイターEXで自発的に出撃してXIGの頭脳として現場での実質的な作戦指揮やバックアップまでこなすようになる。頭脳派で運動は必ずしも得意でなく、当初はガイアに変身しても思い通りに戦えずに悔しがったり、ガイアとして強くなるために自身の肉体を鍛え抜こうとしたことがあり、長きに亘る戦いの中で行動派となった。第23話で藤宮との接触を黙っていたことについて査問を受けてXIGのライセンスを一時剥奪されたが、第26話で復帰した。
敦子から子供扱いされていた時期もあり、しかも毒舌なために敦子やジョジーについ本音を漏らし、2人を怒らせてしまうことがある。だが、本来は他人と争うことを嫌う純粋な心の持ち主で、少年時代は頭の良さを同級生に妬まれいじめに遭っていた。しかし、現在は人見知りせず、オペレーション・クルー以外では梶尾やハーキュリーズと仲が良く、事件を通して知り合う人々に友達感覚で接する他、大学にも友達がいる。恋愛には縁遠く、同じアルケミー・スターズのキャサリンとは友人以上・恋人未満の関係で、オペレーターの敦子とは終盤に急接近するものの、本人は気づいてないため、発展することはなかった。
当初は純粋に人類と地球を守ろうとしていたが、藤宮との対立や様々な戦いを経て、本当に戦わなければならない相手や本当に守らなければならないものを知って成長。
第50話ではゾグに光を奪われてガイアへの変身能力を一時的に失ったが、第51話でアルケミー・スターズやXIG、地球怪獣たちの協力によって光を取り戻してゾグを倒す。地球に平和が戻った後は、XIGを離れて大学に復学した（XIG入隊後に退学したが、大学側が休学扱いにしていた）。
映画では少年時代に『ガリバー旅行記』を愛読書としており、量子物理学に興味を持ったのはこの物語の影響かもしれないと語っていた。
OV『ガイアよ再び』では、石室からの緊急招集を受けて準隊員の身分を与えられてXIGに一時復帰。深海生命体リナールよりガイアの力を授けられ、ガクゾムと戦った。

藤宮 博也（） / ウルトラマンアグル
本作品のもう一人の主人公。1979年10月21日生まれの22歳。元アルケミー・スターズの一員で、量子物理学の博士号や多数の工学特許を取得している。プロノーン・カラモスで海の青き光と一体化し、ウルトラマンアグルとなった。アルケミー・スターズの科学者としても破滅に挑むウルトラマンとしても、我夢の先輩でもありライバル。自らが作った光量子コンピューター・クリシスが予測した根源的破滅招来体の脅威に対抗するための答えを探り、やがてアグルの力を手に入れ、地球にとっての癌細胞である人類を排除しようとする。
リリーという名の実験用ハムスター（本人いわく「恋人」）を飼っていたが、寿命のために死んでしまった（第16話、第23話より）。数々の工学特許を所持しているために富豪であり、プライベートジェットも所有している（第36話）。第43話や第45話ではオートバイでの移動が見られる。
常に落ち着いているものの理屈屋な性格で他者を突き放すような言動も多いが、その信念と意志は強く、クリシスの「答え」によって地球を守るために人間は排除すべきという思想を持ったことで、人類と地球を救おうとする我夢の考えに異を唱え、彼と対立し奔走する。しかし、玲子との出会いの際に、人間に対して非情になりきれない面を見せ、その後の彼女との度重なる触れ合いや、我夢との対立によって徐々に心境に変化が生じ、自身が滅ぼそうとした人間の存在意義に惹かれ、何人も救っていく。
人間を滅ぼして地球だけを救おうとする自身の考えと、目の前の人間の命を放っておけずに人間を守ろうとする自身の感情との間で常に揺れ動き、アグルの力を用いた幾度もの活動や、唯一の理解者であった稲森との死別によってその心身は疲弊していく。ガイアとの決戦の後、我夢によってクリシスの導き出した「答え」が破滅招来体の意思が働いた外部の干渉を受けたものだったことを知り、自身の考え方が間違っていたと悟った。だが、今まで自身を支えていたものが折れて戦う誇りと気力を失い、我夢にアグルの光を託して一度姿を消した。
本来は、藤宮＝アグルの登場はゾーリムに関するエピソードまでの予定だったが、当初の予想以上に視聴者人気が出たことで第36話より再登場した。
当初は吉井怜子と親密になる予定はなく、2人の邂逅場面を演出した村石宏實が恋人展開を思いつき、プロデューサーや脚本家サイドが了承したことから新たに設定された。
再登場時には、自分なりのやり方で再び根源的破滅招来体に挑むだけの気力を取り戻していたが、それも失敗に終わる。その後は、前述の思想に基づいて行った様々な行為が招いた、いくつもの悲劇を目の当たりにし、罪悪感とアグルの力を失ったことによる無力感、そこに付け込んだ破滅招来体による数々の精神攻撃に苛まれ、白髪混じりの姿にまでなるなど精神的にも追い詰められていく。第41話で戦う誇りを取り戻し、ウルトラマンアグルV2としてヴァージョン・アップしたアグルの光を授かった。
それ以降は人間のことも視野に入れるようになったが、人間の犯した罪と愚かしい行為に対してはいまだ厳しい言動を見せることもある。
終盤で根源的破滅招来体の大攻勢に挑む際には、第41話で光を取り戻したあと、ウルトラマンが2人存在する理由をずっと考えていたことを我夢に明かし、「片方が倒れてももう1人いる」とその身を賭してワームホールに飛び込むことを宣言する。我夢に感謝を述べて決戦に挑むが、ゾグによって光を再び失う。しかし、霊魂の状態で語りかけてきた稲森からの助言を元に我夢とともに、ドビシによって失われた回線を生き返らせ、地球の反撃の糸口を生み出す。怪獣たちの光を受けて我夢とともにウルトラマンに変身。ゾグを打ち倒して地球を救う。
その後のエピローグでは、それまでのイメージだった黒一色の装いと異なる白い服を纏い、笑顔で一人旅に出た。
OV『ガイアよ再び』では、破滅招来体が去って人間と地球怪獣が再び対立する時代になったことで怪獣を擁護する行動に出たため、再びG.U.A.R.D.から追われる立場となる。
劇中の登場人物からは基本的には名字やフルネームでしか呼ばれないが、最終3話に未公開シーンを付け加えた再編集版「地球（ガイア）よ永遠に」で追加された放送版最終回でカットされたシーンでは、ダニエルから「博也」と呼ばれるシーンがあった。

### XIGメンバー
XIGというチームの概要については後述。

#### オペレーション・クルー
エリアル・ベースのコマンドルームでXIG全体の作戦指揮・情報収集を行う、XIGの司令塔。
石室 章雄（）
防衛軍統幕本部から移籍したXIGの司令官（コマンダー）兼エリアル・ベースの艦長（キャプテン）で、年齢45歳。既婚者であり、息子が2人いる。茶道を嗜み、たまに茶を点てて千葉参謀や隊員に振舞うこともあるほか、篆書体にすぐ気付くなど東洋文化に親しみがある。また、洞察力は並外れており、作戦立案能力も一流であり、自ら前線に立つこともある。様々な情報を元に判断を下せる人物であるが、あまり科学的な話題には明るくない様子。我夢がガイアであることを知ったが、周囲には話さなかった。時に厳しく接することはあれど、基本的に我夢には強い信頼を置いている。
- 石室役の渡辺は、「石室は以前にウルトラマンであったが、今は何らかの理由で変身できず、ガイアの正体に気がついたのはそのため」と自己設定し、それに沿って演じたという。物語中盤で明確に気付くシーンはあるものの、渡辺は撮影開始時点で知っているということにしていたという。渡辺は幼少期に子供番組に出演していた役者が子供向けの芝居をしていたのを観て白けたことから、「子供向けの芝居ができない」と千葉役の平泉に言ったところ、「やらなくていい」と言われたことから、ネイティブな発音の英語や台本上難しい言葉もそのまま使うなど、一切演技には妥協しなかったという。
- 第20話から制服が変更されるが、そのデザインは『謎の円盤UFO』のストレイカー司令官のファッションをモチーフに演じた渡辺自らがデザインしたという談話と、『スタートレック』の制服をイメージしたという談話がある。

堤 誠一郎（）
33歳。XIGの現場での戦闘指揮を担当する行動隊長（チーフ）。かつて航空防衛隊に所属しており、当時の階級は中佐で、防衛隊随一の戦術家と言われていた人物。当初はチーム・ライトニングとファルコンのスカイチームを優遇していたせいか男性優位者とチーム・クロウの稲城に詰め寄られる場面も。強面だが人情家で、駒のように部下が扱われることを何よりも嫌う。入隊当初の我夢の教育係のようなポジションにもあった。命令を下すチームが出動する際は必ずと言っていいほど部下と顔を合わせて出動させており、そのためチームからの信頼も厚い。しかし、子どもへのブリーフィングは苦手で、第40話ではエリアル・ベースに招待した際にはあたふたしてしまい我夢と途中交代する場面も。
佐々木 敦子（）
21歳の現場をサポートするオペレーターで、観測報告担当。
現在は非常に明るい性格だが、幼いころは病弱で孤独な日々を過ごしていた（第19話で説明）。一方でゲーセン荒らしだったこともあるらしく、ジョジー作のジョイスティック型デバイスでエリアル・ベースのシステムにハッキングしたコンピューターウイルス（クリシス・ゴースト）をたった1人で完全に沈静化させたこともある（第27話）。当初はチーム・ライトニングの梶尾に好意を持っていたが、後に梶尾が姉の律子といい仲になったため、身を引く。その後は我夢に対して恋愛感情を持つようになり、我夢がキャサリンと任務に向かった際やキャスと呼んだ際には不愉快になりボールペンをへし折った。
極度のシスターコンプレックスであるがゆえ、姉という立場への憧れが強いのか、1歳しか離れていない我夢に対してやたらお姉さんぶって子供扱いすることが多かった。
ジョジー・リーランド
20歳の現場をサポートするオペレーターで、日豪のハーフ。出撃時や帰投時の管制やアナウンスなども担当する。明るく元気で自分大好きな性格だが、仕事に対しては的確な指示を送るなど真剣そのもの。ガイアとアグルを勘違いしたり（第5話）、ゾグとの最終決戦では「我夢が勝たなかったら、自分がウルトラウーマンになる」と発言する（第51話）など能天気な言動が多い。王子様志向が強く、結婚願望も強い。誰とでもすぐに打ち解けるため、我夢とは割と気が合い、仲良くやっていた。プリント基板マニアでメカフェチでもあり、回収されたパーセルの藤宮の手によるハンダづけを「あまり上手じゃない」と一刀両断するも、基板の配列の美しさを誉めていた（第18話）。XIG-NAVIなどの精密機械に関しては我夢よりも詳しい（第42話）。黒猫をペットとして飼っている（第32話）。
鵜飼 彩香（）
20歳の非常勤オペレーター。敦子やジョジーが非番などの際にオペレーターを担当する。何事に動じない性格らしく、ゴキグモンのような不気味な怪獣を見ても怯まずに平然としていた。彼女のユニフォームは敦子やジョジーと異なり、基本色が白である。エリアル・ベース墜落後は、彼女らと3人で揃って任務に就くこともあった。

#### 実行部隊
- チーム分けのリアリティを強化するために、空のチームを複数化させることとなった[4]。

##### チーム・ライトニング
若手のエースパイロットで編制されるファイターチーム。千葉参謀いわく「航空防衛軍のトップガン」で編成されているが、射撃や地上戦を苦手とする。「雷光」がチーム名の由来。
梶尾 克美（）
24歳。チーム・ライトニングのリーダー。防衛隊のトップガンだったのを引き抜かれてXIGに入隊する。クールなタイプで高いプライドを持ち、操縦には絶対の自信を持っているが、最初のころはかなり高いエリート意識を持っていた。そのため当初は学生上がりである素人の我夢がXIGに入隊することを快く思っておらず、子供扱いしたり戦闘中に高山我夢のアドバイスに耳を貸さなかったりするなど反目していたが、次第に打ち解けていった。クールに見えて、仲間のボケに真っ先にツッコミを入れたり、自分も結構大ボケをかます一面もあるなど仲間を思いやる気持ちは強い。人付き合いが苦手で、初期は他人とは常に一定の距離をとっており、任務以外で他人と会話することはほとんどなかった。
ファイターの操縦テクニックは随一だが、ジェクターガンでの射撃は下手で、地上から狙える相手にわざわざXIGファイターを使ったこともある。しかしそれも第34話の時点までにはかなり上達し、ウルフファイヤーを1体仕留めている。オペレーターの敦子の姉である律子と徐々に接近していく。
北田 靖（）
23歳。物静かで華奢な体格だが、肉体と精神は鍛えられている学究タイプ。戦術面で梶尾をサポートする。操縦するファイターの被弾率は高い。我夢に強い関心を持っているらしい。
大河原 聡志（）
25歳。大柄で野放図なタイプで、細かいところはあまり気にしない。ファイターの操縦も力でする。年上だが梶尾をリーダーとして心から強く尊敬している。が、作中では、尊敬の念を軽く逸脱した言動も多少見られた。操縦するファイターの被弾率が高く、幾度もガイアに助けられたため、誰よりも先に「ガイアは仲間だ」と言ったり、梶尾と同様に心から尊敬している。第27話でミーモスが化けたニセウルトラマンガイアが登場した際も、頭では偽物と知りながら本物のガイアが登場するまで攻撃できなかった。

##### チーム・ファルコン
ベテランパイロットで編制されるファイターチーム。チーム名の由来は「隼」。ベテランによるコンビネーションを活かした戦法はライトニングをも凌ぐ。過去に自分たちが死ぬことでエリアル・ベースが救われる未来を見ていた（第32話）。
米田 達彦（）
34歳。チーム・ファルコンのリーダー。冷静沈着で控えめな性格だが、命をかけるような無茶な戦闘を行うこともあり、周囲を驚かせている。かつての防衛隊トップガンで、堤の絶対的な信頼を得ているが、これからはライトニングといった若い世代を育てる時代だと考えている。梶尾と違い、未知の機体であるファイターへのアドバイスは貴重だと我夢のアドバイスを参考にしようとしている。過去にブラックアウトで自分たちが死ぬ未来を見ており、そのため死に急ぐような行動が多いため、彼を慕っているチーム・クロウの慧にたびたび心配をされている。ガクゾム襲来の際は大学に復学していた我夢を迎えに行き、石室からの命令を伝えた。
林 幸市（）
33歳。北海道の防衛隊時代の梶尾の直接の先輩パイロット。若いころは梶尾のようなタイプだったが、演習時に彼もブラックアウトで墜落の危機に陥ったことがありそこを米田に救われ、それ以来米田の信奉者となり、自ら志願してXIGに入隊し、彼への忠誠心も強く、全力でサポートしている。演習で樹莉に落とされたため、やたらチーム・クロウ（特に樹莉）に突っかかる。
塚守 亨（）
32歳。ブルーインパルス出身の飛行戦術実験の第一人者で、飛行時間は同年代のパイロットと比べてずば抜けて長い。穏和な人物で暴走気味で何かと突っかかる林をなだめる役目に回ることも。しかし、自己破壊的な衝動に囚われる瞬間があり、それを克服しようとする強い意志と、彼の中では葛藤がある。

##### チーム・クロウ
女性パイロットで編制されるファイターチーム。チーム名の由来は「知恵」を司るとされる「カラス」。音楽（ジャンルはロック）好きで、それを生かしたマニュアルにないフォーメーションによる攻撃で敵の意表を衝くこともあった。男性チームへの対抗心が強く、他チームと女性という理由で区別しようとする堤に反発する。登場当初は実戦参加が中々認められないことにややヒステリックな反応を見せていたが、物語の後半では他のファイターチームにひけをとらない活躍を見せた。
稲城 美穂（）
チーム・クロウのリーダー。26歳。防衛隊で初の女性F-2（F-16改）ドライバーとなった伝説的な存在で、男っぽくさっぱりとした性格。当初はやや自信過剰気味な一面を持ち、周囲と衝突することが多かったが、次第に周りを見て気遣う態度も見せるようになる。
三島 樹莉（）
広島弁で話す24歳で、やられたらキッチリやり返す性格。国際プロジェクトとなったファイターのテストパイロットとして開発に携わっていたが、ファイターそのものに惚れ込んでしまい、米航空機メーカーのエンジニアから転身してきた。ターボジェットとしてのファイターについては、パイロット随一の知識を持つ。
多田野 慧（）
22歳。影がある風貌。過去のトラウマを克服するためにファイターに乗っていると噂されるが、過去については明らかではない。チーム・ファルコンの米田リーダーに惹かれている。メンバーの中でも一番の音楽好きのようで、ファイターを操縦中にもロックを流している。
第48話で米田リーダーにチーム・ファルコンのエンブレムを一時的に託され、ゼブブ殲滅後は負傷しながらも帰還した米田リーダーの手の中に自ら返した。

##### チーム・ハーキュリーズ
陸戦部隊からの叩き上げで編制した白兵戦や戦車戦を得意とする体育会系の地上戦闘チーム。チームとしての出撃回数はファイターチームより少ないが、出撃時は毎回貢献度が高い。肉体派で待機時はエリアル・ベース内のトレーニングルーム（ジム）で体を鍛えていることが多い。我夢とはウマが合い、いささか頼りなさげに見える我夢を心配してか、しばしばトレーニングルームに連行してシゴいていた。また、各メンバーが一人ずつ、物語の中心人物かそれに準ずる人物として登場している。第29話では、レギュラー出演者が吉田、桑原、志摩と我夢の4人だけという、風変わりなエピソードに登場している。「ハーキュリーズ」はギリシャ神話の勇者「ヘラクレス」の英語読み。
吉田 悟（）
30歳。チーム・ハーキュリーズのリーダーで、力を最優先するタイプと思いきや思慮深い一面もある。防衛軍の叩き上げで、鍛え上げた肉体を持つ陸戦のエキスパート。第2話で爆破の嵐に巻き込まれた我夢を助けたが、その代わりにスティンガーの装備を運び込む重労働を押しつけた。しかし、実際は、オペレートに関わる我夢に装備を把握させる目的があった。後半から髭を生やしている。強面の第一印象とは裏腹に、絶滅危惧種に関することへ多大な興味を持つロマンチストでもある。既婚者で、子供が3人いる。第29話に登場した幼馴染の庄司照夫からは「ヨッちゃん」と呼ばれている。
桑原 孝信（）
28歳。チーム随一の肉体派で、チームの若手ということからか、我夢の面倒をみることが多い。兵装に詳しいメカニック担当。控えめで堅実派の温厚な性格であり、他の二人のフォロー役に回る。そっくりの従兄がおり、第34話で、「マンモス大剛（たいごう）」というリングネームで橋本真也のもとでプロレスラーとして登場していた。
- 第34話はプロデューサーの笈田がプロレス好きであったことによるもので、橋本真也の出演が決まった際に監督の村石の一言で中村が一人二役となることに決まったという。

志摩 貢（）
35歳。豪放磊落で純情な性格。格闘技全般に造詣が深く、空手を得意とする怪力の持ち主。冗談好きであるが、センスは親父並みなのが玉に瑕。第11話で我夢のことを劇中で初めて「チューインガム」と呼んだ人物で、親父くさい反面、面倒見が良く第35話では我夢のパートナーを務めたが、フルータ星人と名乗り暗躍していた古田鉄工所員に憤慨していた。実は密かに知性に憧れを抱いている。「チューインガム」との呼び名は、第50話でゾグに敗れた我夢と藤宮を救うべく出動した際に吉田も呼んでいる。

##### チーム・シーガル
人命救助専門のレスキューチーム。その他二次災害の防止など、現場の支援活動も担当する。チーム名の由来は「カモメ」。
神山 篤志（）
28歳。チーム・シーガルのリーダー兼ピースキャリーのパイロット。北海道様似町出身。さらに、ファイターチーム以外で唯一最終回のミッションにも参加するなど、XIG内でもかなりステータスの高い人物。ピースキャリー搭乗時はサングラスを掛けているが、掛けていない時もある。18歳からボスニアでNGOに参加しており、松尾に辛さや厳しさもあるが喜びもあるレスキューの意義を教えた。また、堤チーフとよく行動を共にするためか、堤チーフに批判的なKCBの田端に対し、彼の人徳の高さを説いた。前述の通り、最終回でもミッションに参加し、XIGファイターチームのメンバーに劣らぬ腕前を見せた。
- 第29話の脚本の初稿では、神山が主役となる展開であった。

松尾 蓮二（）
25歳。東京都台東区浅草出身の江戸っ子気質。元看護師で、レスキューに目覚めたことで、XIGに入隊。ただし、人命救助の経験値は不足しているようで、神山に師事している。祖父は竹細工師であるため、手先は器用で、レスキュー装備の改良にも熱心である。情に脆い。
対レザイト戦での任務で救助した平川という人物がニュースで玲子に「誰に助けられたのか?」とインタビューを受けた時、怪我のせいでうまくしゃべれず「チーム・シーガル・松尾さん」と言ったが、玲子には「チムシガル・マッツオ」というふうに聞こえたため「イタリアの方ですね」と言われてしまい「チーム・シーガルの松尾ですよ〜!」と叫んでいた。
マイクル・シモンズ
27歳。アメリカ・コロラド州デンバー出身。US山岳レスキュー隊では、ヘリパイロットとして活躍していた。敬虔なクリスチャン家庭で育ち、好奇心が強くおおらかな性格であるが、ネジは1本抜けている。趣味は日本の伝統文化の研究だが、よく松尾から出鱈目な日本の伝統文化を吹き込まれている。休日は古寺巡りに凝っており、わび・さびを極めようとする。明るい性格の黒人で、主にシーガルフローターの操縦など後方支援に徹し、最前線で救助を行うシーンは劇中には無いが、第48話のラストでは墜落した米田の生存をXIGに報告するシーンがある。

##### チーム・マーリン
海洋活動の専門チーム。テレビシリーズ本編では何度か出動を検討する場面はあったが、実際には海の怪獣が少なかったため一度しか登場せず、続編『ウルトラマンガイア ガイアよ再び』と合わせて出演は2回のみ。初登場時には「やっと出番か！」と興奮する自虐気味な内輪ネタがあった。正式な名称は「チーム・マーリン」だが、石室コマンダーは「チーム・マリーン」と発音している（『ガイアよ再び』）。発音が似ているため混同されやすいが、「マリーン（marine）」は「海洋」の意味であり、チーム名の「マーリン（marlin）」とは「カジキ」の意。チーム・マーリンのみ、隊員スーツの配色が異なる（肩が青色）。
横谷 勝歳（）
28歳。チーム・マーリンのリーダー。冷静で実直な性格。潜水艇の設計技師で、操艇技術にも長けており、操艇者として各国の海洋プロジェクトにも多数携わっており、セイレーン7500の設計に携わった。
気難しいところがあるようで、OVで同乗した我夢に対しては大変無愛想だったが、エンディングではチームの仲間たちと楽しげに語らうシーンがある。
今井 源太郎（）
25歳。眼鏡をかけた温厚な人柄で、主に分析を務める。海洋防衛センター出身の海洋生物学者兼地質学者であった。
OVでは同乗した我夢に様々な説明をした。
巌 均悟（）
32歳。操舵担当。肉体派で、初出動を喜ぶあまり今井を締め上げてしまったこともある。普段は騒々しいが任務中は静かである。民間小型潜航艇の乗組員で、その実績を買われ、横谷にスカウトされた。

### G.U.A.R.D.メンバー
千葉 辰巳（）常任参謀
51歳。文官で各国政府機関とのネゴシエイターとして活躍するXIGの常任参謀。エリアル・ベースに常駐し、XIGと本部の連携に尽力する。防衛連合からオブザーバーとして派遣された。怪獣出現の際に敏腕ぶりを発揮している。物語の前半では想定外の怪獣の出現が相次いだことに驚きを隠せないことが多かった。職務には非常に厳しい人物で、藤宮との接触が明らかになった我夢に対してはその職務停止を宣言するなど厳しい立場で対処した。後半は人命尊重を第一に考える穏健派としての発言が多くなる。職務には厳しいながらも温厚な一面もあり、我夢の復帰の際には笑顔で迎え入れている。星空に夢をかけるロマンチストな面も持ち、甥のコウキに2度に渡って天体望遠鏡をプレゼントしている。我夢のような若者に地球の未来を任せなければならない自分たちの不甲斐なさを恥じ入ることもあった。
柊 博之（）准将
環太平洋部隊の指揮官（准将）。元々は穏健な人物だったらしい。善人ではあるが、かつて怪獣（ゾンネルII）の暴走で部下を失っており、地底貫通弾の展開を柱に怪獣の排除に全力を注ぐ。その思想ゆえ藤宮と対立することもあり、黒田恵に「本来は優しい人だが、見ている世界が狭すぎる」と評されたこともある。しかし、破滅招来体に立ち向かった地球怪獣を見て心境が変化し始め、最終的に戦友とみなすようになる。
乱橋 巧介（）チーフ
XIGファイターの開発部の責任者（チーフ）。最終決戦では余命3カ月と診断された病身を押して新型ファイターの整備およびリパルサー・リフトの改造の指揮を執る。職人気質でXIGメンバーにケンカ腰で話しかけることもあるが、決して話の分からない人物というわけではない。妹の嫁ぎ先が蜜柑園を営んでおり、自身に送られてきた蜜柑をXIGメンバーに差し入れるなど、心優しい一面も持つ。樹莉とは旧知の仲。
瀬沼 龍一（）チーフ
ジオ・ベース情報部門に所属する特捜チーム「リザード」（「トカゲ」に由来）のチーフ。地上における怪獣事件の情報収集や調査、怪獣の探査や周辺調査が主任務。口髭と長髪を束ねた独特な風貌だが見た目と違い非常に態度は紳士的。ウルフガスに気絶させられたり、波動生命体に操られた末に我夢に消火器をかけられたこともあるが、中盤から登場機会が増し、ウルフファイヤーを数体射殺したり、ウルトラマンアグルV2が救出した我夢を十字架の中から救助したりと、特殊な装備などがない中でも数々の活躍をしている。

樋口（）主任
ジオ・ベースケミカルセクションのチーフ。
第7話に初登場して以降、主にエリアル・ベースのモニター越しの形で高い頻度で登場している。
同じ科学者であるためか、彼と話すときの我夢はどこか楽しげであり、気が合う。
星山博士（）
ジオ・ベース科学研究セクション量子力学部門の博士。アンチマターの出現に伴い、反物質理論のレクチャーをする。また、高山我夢の提案した対アンチマター変換システムをアルケミー・スターズの技術協力を得て開発した。
アルフ・マッケイ
G.U.A.R.D.アメリカのコマンドチーム隊長。
ジェレミー・スピノザ
G.U.A.R.D.アメリカの幹部。OV版に登場。ゾンネル掃討作戦でG.U.A.R.D.の攻撃を妨害した藤宮を追跡する。個人的には藤宮の方針を理解しており、それが物語の終盤で行動に現われる。
第10話でヴァーサイト落下予測地点について知らせるためにエリアル・ベースがG.U.A.R.D.アメリカと通信した際、応答した人物と同一人物である。
谷本 明（）参謀
G.U.A.R.D.ジオ・ベースの参謀。ワーム・ジャンプ・ミサイルでの攻撃作戦の責任者。対破滅招来体プロジェクトの責任者であったが、破滅招来体の本拠地と思われていた恒星にワームホールを発生させたが、破滅招来体のワームホールと接触したことで超コッヴと超パズズを呼び寄せてしまい、その恒星も2体の怪獣が棲息するためのただの惑星であったことを知り、計画を中止する。

### アルケミー・スターズ
英表記はAlchemy Stars。1980年代に世界各国で同時多発的に誕生した天才児たちによって結成された科学者ネットワーク。我夢や藤宮もこの一員である。ただし藤宮は我夢の参加と前後して脱退している。根源的破滅招来体の襲来を予測し、G.U.A.R.D.やXIGの設立のきっかけとなった。
ダニエル・マクフィー
24歳。アルケミー・スターズの議長。G.U.A.R.D.アメリカに所属している。アドヴァイザーとしてたびたびエリアル・ベースと交信しており、出番は非常に多い。
クリシスの開発やワームホールの研究にも関わっており、最終回（第51話）ではミッション・ガイアに挑む仲間たちを鼓舞した。
浅野 未来（）
20歳。古生物学者で、浅野古代生物研究所所長。情緒不安定で変わり者なところが多少あり、初登場時は自宅にバリアのようなものを張り巡らせていた。両親も古生物学者だったが、彼女が幼いころにモンゴルで行方不明に。このとき「研究のために両親に見捨てられた」と認識した彼女は、「母なる地球に見捨てられた」古代生物に並ならぬ理解とこだわりを示す。
我夢とは顔見知り。初登場時には「我夢はいつも直感だけ」と窘めた。
宇宙怪獣にも造詣が深く、第44話では、破滅招来体と宇宙怪獣の関係について示唆的な意見を述べ、我夢の考えを後押しした。
キャサリン・ライアン
20歳。自然循環補助システム・エントの開発責任者。通称「キャス」。両親は森で事故死している。第33話での初登場以降、第42話・第46話・第50話・最終話（第51話）に登場。第42話以降は我夢ともかなり親密になっており、敦子をやきもきさせている。ミッションガイアを提案し、アルケミー・スターズ側の指揮を執った。藤宮と石室コマンダー以外では、我夢がガイアであることに気付いた数少ない人物でもある。頭脳だけでなく肉体も戦士として戦うのに十分な実力を持ち、チーム・ハーキュリーズから「どう見ても我夢より頼もしい」と評された。
- 当初はウルトラマンになる女性キャラクターという設定案もあった。笈田プロデューサーによると、初登場した第33話の脚本を担当した長谷川圭一からその件の提案があったが、シリーズ構成・小中千昭に「ポジション的にアグルV2の役割を喰ってしまう」と判断されたために却下されたという。

クラウス・エッカルト
アルケミー・スターズ初期メンバーで、クリシス集積回路設計者の1人。エントの設計にも関わっていた。ドイツ・ルール地方出身。「根源的破滅招来体は地球と人類を進化させる存在」という歪んだ考えに至り神寄生獣ビゾームに取り憑かれ、クリシスに細工をして2人のウルトラマンの対立を仕組んだ黒幕でもある、アルケミー・スターズの『裏切り者』の存在。その後、Σズイグルを利用しXIG-NAVIに発信ダイオードを仕掛けそれを通じて我夢に化けて、自分は我夢の本当の心と豪語し、我夢を苦しめる。
- 第42話の準備稿での名前は「ケイン・マコーリー」であった。

アラン、アル、ナタリー
各々がスーパーコンピュータを所持しており、対アンチマター変換システムの設計に協力した。
ミッシェル
フランスのメンバー。エリアル・ベースの構造図を我夢に請求した。
メリンダ
ミッション・ガイアに協力したメンバーの少女。ミッション時のパートナーになった梶尾を見て「ハンサムな人でラッキー!」と喜んだ。
アジフ
パキスタンのメンバー。ワーム・ジャンプ・ミサイルの研究に携わっていたようで、後にミッション・ガイアにも協力した。その軽いノリにパートナーとなった慧がため息をつく。我夢にも信頼を置いている。

### KCB
KANTOH COMMUNITY BROADCASTING STATION,LTD（関東コミュニティブロードキャスティング）の略で、メディアの中心的放送局である民間テレビ局。世界観の繋がりはないが、同名の放送局が『ウルトラマンダイナ』・『ウルトラマンマックス』・『ウルトラマンメビウス』にも登場している。
田端 健二（）
極秘裏に作られたG.U.A.R.D.の軍事的な活動に対して懐疑的・批判的な見解を抱く28歳の報道部ディレクター。「事実を正しく報道する」ことを信条とし、報道姿勢を疑問視する上司に噛み付いたり危険な現場にも敢然と乗り込む熱血漢である。リンブンには厳しい反面、玲子には優しい。第49話から最終話（第51話）では、玲子やリンブン共々人類の運命を左右する重大な役目を担うことになった。我夢のことを高く評価しており、我夢の父である唯一を「息子（我夢）に似ている」と評した。
行動派で、サイコメザードに洗脳された人々に襲われる中、撮影カメラを持ってホテルの屋上に逃げるまで走り回ったり、ウルトラマンの戦いを中継するリンブンを守るため、数体のドビシを相手に鉄パイプや消火器で大立ち回りを演じたりといった活躍を見せる。第37話ではクインメザードに洗脳された。
OVでは、玲子の番組中でボスニアで取材を行っていることが語られる。
吉井 玲子（）
アナウンス部に所属する24歳の新人アナウンサーだが、大きな失敗をして田端班にリポーターとして飛ばされている。当初はメイクばかり気にする一面を見せていたが、取材を続ける中で藤宮とたびたび遭遇し彼と浅からぬ関わりを持つようになる。我夢以外で藤宮がアグルであることを初めて知った（藤宮から正体を明かされた）人物であり、物語の中盤では指名手配された藤宮と共に逃避行をしている（報道では藤宮に拉致されたことになっている）。
シリーズを通して様々な苦悩をする藤宮に対して、時に励まし時に叱責していき、彼の心の支えとなっていく。
OVでは番組キャスターに昇進し、髪型を大きく変えた。
井上 倫文（）
25歳の報道部報道カメラマンで、運転手やADも兼ねている。本名は「みちふみ」だが、音読みの「リンブン」で呼ばれている。一見頼りなさそうだが、カメラワークに関しては一流の腕を持つ。女性に惚れっぽく、当初は玲子にアプローチをかけることもあったが、後半では恵に憧れている。ゾグに敗れたガイアとアグルの正体（我夢と藤宮）を撮影した映像は一度は人々を絶望させる原因となった。最終決戦では田端の指揮の下、我夢の行方を追い掛け回す他の報道機関をよそに戦闘の模様を完全生中継した。劇中では波動生命体に二度にわたり操られている。
梅沢（）
支局ディレクターで、田端の先輩。第8話で編集室から出られない田端に代わってアネモスの取材に赴き、覚醒させてしまう。部下に対してはやや高圧的な態度をとるが、田端と同様に真実を追求する姿勢を持つ。

### その他
サトウ
城南大学での我夢の親友。実家は城岩町でペンションを営んでおり、両親、妹（カオリ）、弟（タカシ）の5人家族である。しかし、彼自身は3年間も実家に帰っていなかった。第13話では失恋傷心旅行をかねて実家に帰った際に、波動生命体に操られた家族によって彼もまた洗脳された（タカシのみが難を逃れており、その直前に異変を知らせるテレビ録画映像（前に波動生命体に洗脳占拠された町の様子）をKCBに送っている）。女好きがたたってトラブルに巻き込まれることが多く、第46話では「人類救済の会」というネットフォーラムで知り合った矢吹栞と名乗る少女（自然コントロールマシーン・シンリョクを送り込んだ自称未来人）に惹かれて、根源破滅教団にのめり込む。一方で、ゾグに敗れて力尽きた我夢をテレビで見て真っ先に彼を助けに行くなど熱い一面も持つ。
マコト
同じく我夢の親友。大学の研究室では我夢の右腕となる優秀な学生。スーツを着ていることが多い。彼単独で登場することもあり、我夢に重要な助言をすることも。
ナカジ
同じく我夢の親友。黒ぶちのメガネをかけており、現実主義的。我夢の学友三人組の中では影が薄い。
高山 重美（）
我夢の母。息子に対しては放任主義だが、XIGに入隊した我夢の考えを知ろうとしてパソコン（メール）を始める。夫とは対照的に、息子がウルトラマンガイアだったことを素直に受け入れる。エスプレッソコーヒーとチーズケーキが大好物である。
高山 唯一（）
我夢の父。町役場でケースワーカーの仕事をしている。息子がウルトラマンガイアだったことが信じられなかったが、最終決戦を前にする息子を夫婦で励ました。
稲森 京子（）
30歳。藤宮と共に光量子コンピューター・クリシスの開発に携わった科学者で、ジオ・ベースの客員教授。藤宮と地球のため、彼が開発したパーセルを改良して怪獣を自在に制御しようとするが叶わず、ゴメノスの火球を受け死亡。後に彼女のイメージが根源的破滅招来体に利用され、藤宮を翻弄することになる。しかし、本来の稲森博士の思念は死後も残り、藤宮にドビシによって混乱した通信手段回復のヒントを与えた。
佐々木 律子（）
敦子の姉。27歳。夫は防衛隊のパイロットで、コッヴ出現時に出撃したものの、光弾を受けて戦死している。梶尾が敦子を見舞いに自宅を訪れたことがきっかけで梶尾と徐々に接近する。
黒田 恵（）
27歳の風水師で、田端の友人の妹。田端の家の風水もみた。直感力に優れ、ミズノエノリュウ（壬龍）の意思を感じ取れる模様。本人いわく「風水師といっても趣味の領域」らしいが、地球怪獣の怒りを鎮めたりといった、とても趣味などというものとは思えない活躍をする。
清水（）
運送会社「らくだ便」に勤める社員。かなり体を鍛えており、夜道で遭遇したウルフガスを見ても逃げようとせずに生身で攻撃を仕掛けたが返り討ちにされ、右頬に傷が残る。その後、運の悪いことにウルフファイヤーにも遭遇し、今度は左頬に傷が出来てしまう。その後も何度か登場しているが、最後まで両頬の傷は治らなかった。その後、本作と世界観が異なる『ウルトラマンダイナ 帰ってきたハネジロー』にも登場し、人間に化けていたミジー星人にいち早く感付いた。
- 演者はガイアやアグルのスーツアクターを担当した清水一哉。清水は前作『ウルトラマンダイナ』でニセウルトラマンダイナなどのスーツアクターも担当しており、劇中の清水はウルフガスとの戦闘でニセウルトラマンダイナそのままの戦闘ポーズを見せた。

須貝 裕一（）
古代生物の研究家。38歳。東西大学古生物学研究室所属で、身分は助教授。恐竜の卵に寄生していたアメーバ状の生命体（後に藤宮が「ゲシェンク」と命名）の研究に着手しようとするが、研究所に赴く途中に藤宮に拉致され、須貝に成りすました藤宮に研究データを横取りされてしまう（その直後、藤宮の残した暗号を基に我夢が救出）。KCBのコメンテーターとしても活躍しているが、局内では「出たがり」と見なされておりADらからの評判は良くない。
ユキ
ゲシェンクの攻撃で倒壊するビルの下にいたところを藤宮に救出された7歳の少女。
- 当初は1回だけの登場の予定だったが、藤宮の人類に対する心境の変化に影響した重要なシーンとして何度も使われ、また演じた蓮沼藍がスタッフの間で評判が良かったこともあり、その後もたびたび出会う設定に変わった。

弘希
千葉参謀の甥。13歳。かつては伯父と同様に星空に夢を掛けるロマンチストで、望遠鏡で天体観測することを趣味としていたが、破滅招来体の襲来以後は星を見なくなっていた。伯父に諭されたことと住民の安全のために奔走する伯父の姿を見たことで夢を取り戻す。その後の登場回では、星空の異変をエリアル・ベースに通報した。
真澄（）
第40話に登場。子供XIG隊員たちの一人でリーダー。子供たちの中では年齢が上で体格も大柄なためか、XIGの女性隊員と勘違いされることが多い。
今田（）
根源破滅教団の教祖。根源的破滅を救済であると捉え、人類をレミングに例えて美しく滅ぶべきだと主張する。最後はシンリョクの襲撃を受けて大怪我を負うが、奇跡的に助かり布教活動を続けていた。
いわゆるカルト教団の教祖であり、同系列と思われる宗教団体が何度も町で目撃されている他、我夢や志摩も町で遭遇しており、城南大学でも同様の宗教サークルの存在が確認されていたらしい。また、藤宮もこれらの教団と何らかの関係を持っていたことが示唆されている。

## ウルトラマンガイア
我夢の「守りたい」という強い想いに応えた地球の意思より授けられた赤い光で変身する、大地由来の赤い光の巨人。
赤い光を収納するため自ら開発した変身アイテム・エスプレンダーで変身する。
格闘戦を得意とし、高熱攻撃を中心とした能力を持つが、その戦闘力は我夢のポテンシャルが反映される。
初期形態は第1話から第26話前半（第16話を除く）まで活躍した。
「ガイア」の由来は、ギリシャ神話に登場する大地の女神ガイアから、劇中ではガイア理論から。正式に名付けられるのは第3話で、それまでは単に「巨人」や「ウルトラマン」および「光の巨人」と呼ばれていた。
- デザイン画では、「オスカー」という名称もあった[52][53]。
- ウルトラマンガイアのデザインは、ウルトラマンティガやウルトラマンダイナ同様に削減の発想により、頭部を「剥がす」ものとなった。ただし、体色は当初の形態では昭和ウルトラマン同様の赤・銀に、わずかに金が加わるのみのカラーリングで、強化形態になるたびに他の色も加わる形となっている。ティガやダイナのような、状況に応じてパワーバランスを変える形態変化ではなく、全面的なパワーアップとなる形態変化をする。また、ガイアとアグルは胸部には歴代ウルトラマンのカラータイマーにあたる「ライフゲージ」が備わっているが、双方地球から力を授かったウルトラマンのため、地球上での活動に制限時間は特に設けられていない。口元のデザインは初代ウルトラマンのBタイプをイメージしている[54][55]。
- NGスーツではライフゲージ周囲の造形が異なり、一部変更された[19]。初期のガイアのスーツは、第27話に登場するニセウルトラマンガイアに流用された。

### エスプレンダー
我夢がウルトラマンガイアへの変身に使用する器。ガイアのライフゲージに似た形状をしており、裏側にはグリップカバーが備わっている。第2話ではコッヴとの戦いを終えて、変身解除後に現れた赤い「ガイアの光」を、実験用の光電子管に一時的に収納して持ち帰った我夢が、第3話で手作りした装置に赤いガイアの光を収めて完成した。「エスプレンダー」の名には「光を開放する」という意味が込められている。
第26話後半からは、藤宮から託されたアグルの力である青い光も収めるようになる。第33話では、シャザックの攻撃で絶壁から転落した我夢をエスプレンダーから飛び出した2つの光が救っている（この時のガイアの光は変身時に開放される光と同様に、黄色ではなく赤いものだった）。また、第41話ではΣズイグルが仕掛けた装置によってエスプレンダーを封じられたこともあった。第50話では、ゾグに敗れた後に光が無くなって発光部が割れてしまったが、OV『ガイアよ再び』では修理され、リナールから託された光を宿した。
映画『大決戦!超ウルトラ8兄弟』では、別次元の我夢が自身をガイアだと自覚した際に、我夢の右手に光が集中して実体化した。
- ナックル型の変身アイテムというのは、変身時にこちらにウルトラマンが向かってくるエフェクトからの発想で、主人公が拳にナックル型のアイテムを着け、拳を突き出すようなポージングで変身することで、その変身エフェクトに自然に繋げられる、という考えがあったからだという[56]。

### 変身ポーズ / プロセス
変身の際はエスプレンダーをはめた右手を左肩に当て、手前に突き出す、もしくは天空に翳すポーズをとることがほとんどだが、緊急時には左肩に当てる動作を省略する場合もある。
第2話では光を粒子加速機の部品である光電子管に収納していたため変身の際のポーズが違う。ポーズをとると、エスプレンダーの発光部分から赤い光（序盤〜中盤）、赤と青が入り混じった光（中盤以降や劇場版、『ガイアよ再び』、『大決戦!超ウルトラ8兄弟』）が解放されて我夢を包み込み変身する。序盤 - 中盤では多くの場合無言だったが、第26話以降は「ガイアー！」と叫んで変身することが多かった。第18話ではエスプレンダーを取り出さずに変身し、第51話の変身にはエスプレンダーを使用していない。第20話では我夢の思念に遠くに置かれたエスプレンダーが応えて変身した。

### 基本データ
- 出身地：地球[57][注釈 22]
- 活動時間：不定[59]（ダメージを受けるとライフゲージが点滅する）

| 名称                     | 身長                   | 体重     | 飛行速度 | 走行速度  | 水中速度  | 潜地速度  | ジャンプ力 | 握力                         |
| ------------------------ | ---------------------- | -------- | -------- | --------- | --------- | --------- | ---------- | ---------------------------- |
| ウルトラマンガイア       | 50 m（ミクロ化も可能） | 4万2千 t | マッハ20 | マッハ5   | マッハ1   | マッハ1.2 | 1,200 m    | 50,000 t（人間換算で50 kg）  |
| ウルトラマンガイアV2     | 50 m（ミクロ化も可能） | 4万2千 t | マッハ20 | マッハ5.5 | マッハ1.2 | マッハ1.5 | 1200 m     | 70,000 t（人間換算で70 kg）  |
| スプリーム・ヴァージョン | 50 m（ミクロ化も可能） | 4万2千 t | マッハ25 | マッハ7   | マッハ1.5 | マッハ2   | 1,500m     | 120,000t（人間換算で120 kg） |
| グリッターバージョン     | 50 m                   | 4万2千 t | マッハ30 | -         | -         | -         | -          | -                            |

### 身体特徴（ボディーデータ）
以下に示すのは、ガイアの体中の各部位の名称とその特徴。
ガイアヘッド
名前の通りガイアの頭頂部のことを指す。フォトンエッジや浄化光線を使用する際、大地の赤い光のエネルギーを集約してから繰り出す。
ガイアアイ
乳白色に輝くガイアの目。宇宙空間や岩陰などの物陰に隠れている敵の存在を瞬時に把握できる。ライフゲージの点滅が消えるとこの部位の輝きも消える。
ライフゲージ
胸の中央にあり、アグル同様に活動時間に制限はないが、活動エネルギーが減ると警告音が鳴ってランプが青から赤に変わって点滅し、この部位の点滅が消えると力尽きる。
- 決定稿では、カラータイマーの両サイドの銀色のパーツが立体だったが、動きに支障をきたすことからウェットスーツ地の1枚のものとなった。

ガイアブレスター
ガイアのライフゲージの両脇にあるプロテクター。敵の攻撃を受けても傷付かない頑丈な鎧。大概の攻撃はこれで跳ね返してしまう。
ガイアボディー
超高熱や極低温でも耐えられる平気な体。怪獣のビーム攻撃や火炎を受けても直接傷付くことはない。
腕
フォトンエッジや浄化光線を除くほとんどの光線技の類はここから繰り出す。
足
反重力エネルギーを発生させて飛行可能。地上に着地する際は、土煙や土砂を天高く巻き上げる。

#### ガイアの技
フォトンエッジ
エネルギーを溜め、頭部（ガイアヘッド）から鞭のようにしならせながら光エネルギーを変換した超高熱の刃を放つ必殺技。第1話から第26話前半まではガイア最強の必殺技となった。アグルのフォトンクラッシャーと同等の威力を持つ。第18話ではアグルとの等身大戦で手元を狙うことでアグルブレードのみを弾き飛ばすという使用方法を見せている。第11・46話では敵の攻撃で妨害され（後者は2回目で成功）、第24話では使用を躊躇い未使用に終わった他、第25･26話のアグル戦では、フォトンクラッシャーとの激突時に発生した強大なエネルギーが、ゾーリムを呼び寄せる原因となってしまう。第27話ではニセウルトラマンガイアが使用したが、ガイアV2の使用したフォトンクラッシャーに押し戻された。
クァンタムストリーム
腕をT字型に組んでエネルギーを溜め、右腕をL字型に構え直して左手を右腕の関節に乗せて発射する超高熱光線。L字型の組み方をとる場合もある。主に繋ぎ技として使うことが多いが、この技で敵を撃破することもある。一方で、敵の攻撃に妨害されたり、中断することもあった。
ウルトラバリヤー（エネルギー放出）
第18話で超巨大な光のバリヤーを張って、ディグローブの爆発から地上を守った。
ガイアスラッシュ
ガイアが右腕から高速で発射する三日月型の連射裏剣ビーム。一発の威力は低めだが連射できる。
ガイアブリザード
ガイアが両腕から放射する超低温の冷凍ガス。第4話で火災を消し止めるのに使用。
ガイア突撃戦法（突撃戦法）
体を高速回転させ、ドリルのように頭から敵に突進してボディーを貫く。第25話の対アグル戦で使った他、ガンQ、テンカイ（天界）、エンザン（炎山）を貫いた（後者はスプリーム・ヴァージョンで使用）。
ガイアテレポーテーション
瞬間移動。第14話でアグルの力で反物質ウルトラマン化してから使い、アンチマターのシールド内に侵入した。第18話でもエリアル・ベース内に侵入したアグルと戦うために使っている。
ホーリングフープ
壁や物体に特殊な穴を発生させて屋内の敵を吸い込み、屋外などに放出する。第18話で使い、エリアル・ベースに等身大で侵入して破壊しようとするアグルを屋外に追放し、その後を追って自身も穴から外に出た。この時、駆けつけたG.U.A.R.D.隊員が穴の吸引に巻き込まれかけたが、ガイアの脱出後に穴が塞がったため無事だった。
クァンタムフラッシュ
第21話で海底の砂の中に嵌った際に使用した、両腕を合わせて放つ三日月形の手裏剣ビーム。ゆっくりと前進して消える。攻撃効果は無いらしく、追い討ちをかけてくるカンデアに放ち、怯ませて後退させ、その隙に砂の中から脱出した。
ガイアヒーリング
第24話でゾンネルIIに使い、闘争本能を抑えて鎮静化させ、地底に帰した。第39話ではスプリーム・ヴァージョンで使い、ツチケラを浄化して成仏させた。
カウンターパンチ
第15話でマザーディーンツに放った大地のエネルギーを腕に集中させて放つ強烈なパンチ。
全身発光
フルパワーを発揮した際、ガイアの全身から放出される光（第9話では白、第27話では赤）。羽交い絞めの状態で高熱を浴びせるレザイトを空中に投げ飛ばす際やミーモスが投げて来た刺又状の金属片やブーメラン状の金属片を振り払って磔から逃れる際にこの現象が起こっている。前者は初期のころの形態で、後者ではV2時に使用。
ガイアパンチ
左右から放つ大地のエネルギーをまとった強烈なパンチ。相手の顔面やボディに連続で撃ち込み、ダメージを与える。第6話ではガンQ（コードNo.01）に対し、飛行しながら両腕で繰り出した。
ガイアキック
接近戦で用いる基本技で、左右の足からハイキックやミドルキックの他、前蹴りや回転キックなどを放つ。
ガイアニーキック
怪獣の体を押さえながら、素早く膝蹴りを打ち込む技。我夢の力によって威力が上昇する。
リボルブサクセッションキック
地上でのバック転の遠心力を利用して両足蹴りを叩き込む技。
ガイアダイビングキック
空中から落下重力を利用して打ち込む急降下キック。
ガイアチョップ
接近戦で多用する基本技。怪獣の角や触手を勢いよく全身の力を集中させた手刀を振り下ろし、一撃で叩き切りダメージを与える。
ガイアホイップ
突進してきた怪獣を勢いを利用して体を持ち上げて遠方へと投げ飛ばし、ダメージを与える技。
ガイアバックドロップ
背後から一気に持ち上げた敵を、自らはブリッジの体勢を取ることで、背後へ頭から地面に投げ落とす技。
ガイアリフティング
敵を全身のエネルギーを集中させた両腕でウエイトリフティングのように持ち上げる技。
ガイアレッグホイップ
巴投げの要領で、後方へ倒れ込みながら、足で敵の腹を蹴り上げて空中へ投げ飛ばす技。
ガイアヘッドロック
両腕で敵の首を抱えて締めつけ、動きを封じる技。
アストライドアタック
押し倒した怪獣の体に跨って、敵の動きを封じながら攻撃を加える戦法。

### ウルトラマンガイアV2
藤宮から託されたアグルの青き光の力を得て、ヴァージョンアップした姿。第26話の後半以降の基本形態となり、他作品への客演の時も基本的にこの姿である。光線技などは全て引き継ぎつつさらに強化され、青き光を得たことで旧アグルの技も使えるようになった。胸のプロテクター（ガイアブレスター）のラインが黒くなったのが特徴で、それ以外は全く変わらない。体色は赤・銀・黒・金。V2とは“Version 2”の略。
- デザインはガイアの最終候補として出されていた赤と黒の2案のうちの一つで、V2が出る際に行き違いでそれが決定稿となった[52][53]。

#### ガイアV2の技
フォトンエッジ
ガイアの状態から引き続いて使用できる技。ガイアV2最強の光刃。爆発力や切断力は2倍に強化されており、サタンビゾー戦や第46話のシンリョク戦などで使用した他、第45話ではブリッツブロッツに撃ち返されている。『大決戦!超ウルトラ8兄弟』ではキングゴルドラスを倒した。
クァンタムストリーム
フォトンエッジ同様、引き続き使用する技。威力は2倍に強化されており、光線の熱量がさらに高くなっている。第45話ではブリッツブロッツとの戦いで違うポージングで使用している。第48話ではXIGファイターST、GTなどが放った高出力ビームに合わせてゼブブに放ったが、この時はシールドに阻まれている。第49話ではアグルV2のアグルストリームとの同時発射でカイザードビシを撃破した。OVでもガクゾムに使用したが、吸収され撃ち返された。『劇場版 ウルトラマンギンガS 決戦!ウルトラ10勇士!!』では謎の時空城を破壊した。
アグルブレード
アグルから受け継いだ能力。腕から青い光の剣を発生させる（手元は赤色）。第34話ではこれを回転させてウルフファイヤーの火炎を防ぎ、ジャンプから斬りつけてダメージを与えた。第42話ではビゾームの光剣に対抗して使用。激しく切り結んだ末、ビゾームを細切れに斬り裂いた。
リキデイター
アグルから受け継いだ光線技。両手の間に発生させた赤い破壊光球を放つ（対ミーモス戦では青色）。クインメザードを倒した他、ミーモスにダメージを与えた。
フォトンクラッシャー
アグルから受け継いだ必殺光線。アグルと同じく頭から発射するが、発射時の動作が若干異なる。第27話でミーモスの化けたニセウルトラマンガイアのニセフォトンエッジを押し戻し、第36話では宇宙空間内で対空間レーザーシステムのレーザー砲を受け止めた。
ガイアスラッシュ
以前と同様に使用できる技。破壊力は2倍に強化されており、体内のエネルギーを赤い三日月状の光球に変え、手裏剣のように右手で素早く投げつけることで、相手にピンポイントにダメージを与える。
ガイア（V2）パンチ
体内エネルギーを放出して赤熱化させた右腕でパンチする。破壊力は2倍に強化されており、第31話でのガンQ（コードNo.02）との戦闘では、変身直後に、蹴り技との併用で跳ね飛ばした。
ガイア（V2）チョップ
腕から放つ、鋭い手刀で敵の皮膚を紙のように斬り裂く技。
ガイア（V2）エルボー
銅鉄より硬い肘を使う技で素早い動きと共に怪獣の弱点にピンポイントで打撃を加えたり、敵の触角や爪を叩き折ったりする。ゼブブに見舞った際は、衝撃からか、黄色の光を放った。
ガイア（V2）キック
スピーディに炸裂させる怪力キックで、ハイキックや回し蹴り、瞬間移動して空中から繰り出すドロップキックなどの、多彩なバリエーションを持つ。ガンQ（コードNo.02）やパスギークに放った際、激しい火花を発生させた他、ゼブブの剣を粉砕した。他のキック技としては、「ガイア（V2）ニーキック」という膝蹴りもある。
ガイア（V2）ホイップ
敵を2倍に上がった腕力で軽々と持ち上げ、勢いよく空中に投げ飛ばす投げ技。エンザンに連続で繰り出した他、ウルフファイヤーを捕らえて転倒させた。
ガイア（V2）バックドロップ
体の一部を持って敵を抱え上げた後、自らの背中を反らして、地面に叩きつける技。突進してきたエンザンの角を抱えて投げ飛ばしたほか、ガンQ（コードNo.02）の足を抱え、地面に激突させた。
ガイア（V2）リフティング
両腕で敵の体を頭上に持ち上げる技。超重量級の怪獣でも楽々と担ぎ上げ、そのまま空中を飛んで運ぶこともできる。ツチケラに対して使用した他、ティグリスの亡骸を葬る際にも使用した。
ウルトラバリヤー
円形バリヤー。右腕を上に、左腕を下にして、垂直に構えることで発生したプリズム状の光から、両腕を左右に開いて体の前面に発生させる。第31話・第35話・第40話・第44話・第45話・最終話、劇場版で使用。ガンQ（コードNo.02）やパスギークの攻撃を防いだ。第35話ではバリヤーを残したままアルゴナに飛び蹴りを見舞ったこともある。第36話では宇宙で自爆した藤宮を球状の小型バリヤーで守った。第45話ではブリッツブロッツに撃ち返されたフォトンエッジを防ごうとしたが、防ぎきれなかった。
キャプチャービーム
第31話で使った、右手から放つ黄色い光線。魔頭鬼十朗に攫われ、念力で空中に囚われた少女・相川洋美を解放し、安全な場所に移動させた。
治癒光線
第48話でゼブブの剣に刺されたアグルV2の足の傷を治療し、体力を回復させた光線。名称は『スーパーヒーロー作戦 ダイダルの野望』では「ヒール」としている。
連射光弾
前に突き出した両手から同時に連続発射する光弾。第49話でドビシの大群に使った。
エネルギー放出
両腕をクロスさせて開き、全身からエネルギーを放出する。第49話で体に纏わりつくドビシを振り払った。
超空間侵入
第37話で使った特殊能力。エスプレンダーで変身する際に「僕を導いてくれ、地球の光よ」と念じてから変身、クインメザードがテレビ局上空に作り出した人面の浮かび上がったワームホール状の入り口から光となって、クインメザードが潜む超空間の世界へ侵入することに成功した。
他作品への出演時に見せる能力

スペシウム光線
『新世紀ウルトラマン伝説』で登場ウルトラマン全員が放った光線。ウルトラ戦士はスペシウム光線を会得してからそれぞれの技に発展させているとされる。

### ウルトラマンガイアSV（スプリーム・ヴァージョン）
ガイアV2が内包する自身とアグルの光の力を最大に解放し、ヴァージョンアップした最強形態。両腕と両足の体色の一部にアグルを象徴する黒と青の線が入り、両手首と下半身の赤の割合が初期形態やV2より広くなり、体格もより極めてマッシブになっている。通常変身後にV2からヴァージョンアップするが、最終話のみこの姿へ直接変身している。多量のエネルギーを消費することから、長時間の活動ができない。スプリームとは「最高の」を意味する。初登場は第26話。
OVを最後に長らく映像作品に姿を見せなかったが、『劇場版 ウルトラマンギンガS 決戦!ウルトラ10勇士!!』では14年ぶりに登場した。劇中ではファイブキングにとどめを刺す際にこの姿になった後、エタルガーの天空城を破壊する際にはV2に戻っている。
- ベースはV2で、肩回りに黒を追加してカラータイマー上部のラインをなくし、青のラインを追加している[52][53]。

#### ヴァージョンアップポーズ
ヴァージョンアップの際は両拳を腰に当てた後で両腕を頭上に高く挙げ、胸の前で両手を瞬時に合わせると同時に左右に広げ、その状態で両腕を内側に180度回転させた後、胸の前で交差させた両拳を下に降ろす。
第28話ではエンザンの電撃光線に拘束されていたため、また、第30話ではゴキグモンが吐きかけた繭に幽閉されていたため、前述のヴァージョンアップポーズをとることができず、ボディー自体を発光させポーズなしで行っている。

#### ガイアSVの技
フォトンストリーム
多量のエネルギーをスパークさせ、放つガイア最強の光線。身体の前で合掌した右手を下にずらして発射する。ただし、最終話のストリーム・エクスプロージョン時は左手をずらす形になっている。アグルのアグルストリームと同等の威力を持つ。エネルギーの消耗が激しいため、1回の変身につき1発しか撃てない。対ゾーリム戦および劇場版のみエネルギー集約時のポーズが異なる。止めの一撃として使用することがほとんどだが、第28話・第42話など例外もある。第44話では超コッヴと超パズズに対してアグルV2のアグルストリームと同時発射した。第45話では投影せずに直接ブリッツブロッツに放った。この技を使うためだけにスプリーム・ヴァージョンになることもあった。OV『ガイアよ再び』ではガクゾム（強化体）に対してアグルV2のフォトンスクリューと共に同時発射している。『決戦!ウルトラ10勇士!!』ではティガ（パワータイプ）のデラシウム光流・ダイナ（ミラクルタイプ）とのレボリウムウェーブの同時攻撃でファイブキング（エタルダミー）を倒した。
シャイニングブレード
太陽光線を両手に集め、形成し、両手から発射する光のブーメラン。ゾグ（第1形態）に大ダメージを与えた他、エアロヴァイパー、パスギークを倒した。
フォトンエッジ
最終話とOVでのみ使用、V2の状態よりもさらに威力を増している。最終話ではアグルV2のリキデイターと同時発射してゾグ（第1形態）にダメージを与えた。OVではガクゾムに対して使用したが、吸収されてしまった。
クァンタムストリーム
最終話でのみ使用、V2の状態よりもさらに威力を増している。ドビシの大群を一掃し、アグルV2のフォトンクラッシャーと同時発射してゾグ（第1形態）にダメージを与えた。
ウルトラバリヤー
第44話・最終話・劇場版でのみ使用。第44話では超コッヴの光弾を防ぎ、最終話ではアグルV2のバリヤーを重ねてゾグ（第1形態、第2形態とも）の波動弾を押し戻した。劇場版ではキングオブモンスのクレメイトビームをも防いだ。
ガイアブリザード
第35話でのみ使用。アルゴナを凍らせた。
ガイアスラッシュ
ガイア（V2）と共通で使用できる技。体内のエネルギーを赤い光弾に変えて、手裏剣のように素早く投げつけ、相手の弱点をピンポイントで攻撃することで、ダメージを与える。
スプリームキック
パワーとスピードを兼ね備えた多彩なキックの総称。右足を赤熱化させて、急降下キックを放つ。アグルのアグルV2キックと同等の威力を持つ。Xサバーガ、イザクを倒し、ゾグ（第2形態）の角を破壊した。その他にも、回し蹴りやひざ蹴り技スプリームニーキックなどが存在する。
スプリームパンチ
一撃で怪獣を失神させるほど強力なパンチで、ストレートパンチやアッパーカットなど、さまざまなバリエーションが存在。ゴキグモン戦をはじめ、多くの戦いで使用している。
スプリームクロスカウンター
右手から炎を発しながら敵のパンチを紙一重でかわしたあとに突進してのカウンターパンチ。ビゾームを倒した。
スプリームエルボー
体内の全てのパワーを肘に集中させ、敵の頭部や弱点に打ち込む技。
スプリームチョップ
敵の堅固な皮膚も破壊できる手刀。他にも水平チョップや空手チョップなどのバリエーションがある。
スプリームホイップ
怪力で敵の体を片腕で持ち上げて、思い切り空中高く投げ飛ばす大技。アルゴナ戦などで使用し、いずれも敵にダメージを与えている。
スプリームレッグホイップ
足のパワーを活かして、巴投げの要領で敵を投げ飛ばす技。Xサバーガに対して繰り出し、地面に叩きつけた。
スプリームフェイスクラッシャー
敵の後頭部を掴んで、首を強く締め上げたのち、怪力で地面に叩きつける力技。Xサバーガにダメージを与えた。
スプリームリフティング
敵を重量上げのように高々と頭上に持ち上げ、地面へ投げ落とす技。エンザンのほか、ミーモス、アルゴナ、ガクゾムなどにダメージを与えた。
消火光線（名称不明）
第34話で火災を消し止めるのに使用。

### 本作品以降に登場する形態
- グリッターバージョン

人々の祈りや思いを受けて進化したガイアの新たな最終最強形態。詳細は大決戦!超ウルトラ8兄弟#グリッターバージョンを参照。
- クロスオーバーフォーメーション

### 関連する力を持つ戦士
ウルトラマンギンガビクトリー
ガイアの能力を使用可能。
ウルトラマンオーブ フォトンビクトリウム
ウルトラマンジード フォトンナイト
ウルトラマンゼット ガンマフューチャー

## ウルトラマンアグル
藤宮が未確認粒子観測センサーでの実験中に出逢った海の青き光の巨人。元アルケミー・スターズの藤宮が変身ブレスレットアグレイターで変身する。体色は青・黒・銀。
誕生の地はプロノーン・カラモスというアルケミースターズの管理施設であり、第16話ではこの地でさらなる力を手にする。初期形態は第3話〜第26話前半（第6話 - 第11話、第15話、第19話 - 第23話を除く）まで活躍した。第25話・第26話でのガイアとの戦いの影響でゾーリムを呼び寄せてしまう。破滅招来体に利用されていたことを知り、自らの過ちに気付き戦意喪失。アグレイターから青き光の力を開放し、我夢にそれを託した。これが前述のガイアV2のヴァージョンアップのきっかけとなる。
正式に名前が出たのは第16話でそれまでは単に「青い巨人」や「青いウルトラマン」と呼ばれていた。最初に名前が出たのはパソコンのコンソール画面に表示された「AGUL」のローマ字から。「アグル」という語自体は造語で、「aggressive（＝攻撃的な）」「agreement（＝同意･承諾・契約・協定）」の意味を持たせつつ、語感の似た「悪」も掛けており、本作品の当初の仮題でもある『ウルトラマンオスカー』のオスカー像＝アンクルというイメージからも着想を得ていたという。
同時上映の短編映画を除けば長編映画には一度も出演しておらず、他作品のウルトラマンとの本格的な共演は『ウルトラマンオーブ THE ORIGIN SAGA』が初となる。
- 口元のデザインはウルトラセブンのBタイプをイメージしている[78][79]。頭部は当初、二重線の案もあったため雛形を作っていたが、しつこすぎるためシンプルな方向性のものとなった[52][53]。序盤はダークヒーローとして登場するため、黒のラインを入れている[52][53]。
- デザイン画では、「アクル」という名称もあった[52][53]。
- ウルトラマンアグルのスーツアクターを務めた清水一哉は、演じるうえで「藤宮自身が体現する人間ウルトラマン」であることを意識したといい、元気キャラの我夢に対して藤宮はクールなため、斜に構えた感じの「静」と「動」でいうならば「静」であることから序盤はあまり動かなかったという[80]。アクションにおいても、肉弾戦ではなく、キックやパンチを多用した格闘技を目指したという[80]。

### アグレイター
藤宮が変身する時に右手首に装着する、青き光を納めた変身ブレスレット。中央部がアグルのライフゲージをイメージした発光部となっており、通常時は翼状のパーツが折りたたまれた状態で藤宮が携帯している。
アグレイターの出自は不明だが、我夢のエスプレンダーと同様に藤宮自身が製作したと思われる。第17話では青き光のエネルギー波を放ってゾンネルを目覚めさせたこともある。第26話で青き光を我夢に託した後も藤宮が所持していたが、第36話でXサバーガに苦戦するガイアV2を変身して援護できなくなった自らに憤り、眼前の池に捨ててしまった。だが第41話で海から再び青き光を託され、アグルV2となってΣズイグルを打倒した後に、青き光を宿して藤宮の手に戻った。
第50話でゾグに敗北し光を奪われたが、OV『ガイアよ再び』でも藤宮が所持しており、リナールが化身した少女・メリッサが光となってアグレイターに宿っている。

### 変身ポーズ / プロセス（アグル）
変身の際はアグレイターのついた右腕を下に降ろすと（あるいは垂直に手前に伸ばすと）アグレイターの翼状のパーツが左右に展開すると同時に発光部が激しく点滅しながら青く発光し、握り拳を握ったまま胸の前に持っていくと本体上部が回転し、翼状のパーツの上部から上空に放出された青い光が藤宮を包み込んでアグルに変身する。
第12話・第16話・第51話ではアグレイターなしで変身している（前者ではウルフガスを威嚇するため）。第16話や終盤、OV『ガイアよ再び』、『ウルトラマンオーブ THE ORIGIN SAGA』では我夢と同様に「アグルー!!」と叫んで変身する。
OV『ガイアよ再び』では、アグレイターを右手に持ち、ガイアの変身ポーズ同様に胸の前に突き出して変身している。

### 基本データ（アグル）
- 出身地：地球[57][注釈 26]
- 活動時間：不定[81]（大ダメージを受けるとライフゲージが点滅する）

| 名称                 | 身長                   | 体重       | 飛行速度 | 走行速度  | 水中速度  | 潜地速度  | ジャンプ力 | 握力                        |
| -------------------- | ---------------------- | ---------- | -------- | --------- | --------- | --------- | ---------- | --------------------------- |
| ウルトラマンアグル   | 52 m（ミクロ化も可能） | 4万6,000 t | マッハ19 | マッハ5.5 | マッハ1.2 | マッハ1.5 | 1,100 m    | 60,000 t（人間換算で60 kg） |
| ウルトラマンアグルV2 | 52 m（ミクロ化も可能） | 4万6,000 t | マッハ23 | マッハ7.4 | マッハ1.5 | マッハ1.8 | 1,300 m    | 90,000 t（人間換算で90 kg） |

### 身体特徴（ボディーデータ / アグル）
以下に示すのはアグルの体中の各部位の名称とその特徴である。
ブライトスポット
アグルの額にある結晶のことを指す。フォトンクラッシャーを使う際にここに海の青い光のエネルギーを集約してから繰り出す。
アグルアイ
乳白色に輝くアグルの目。宇宙空間や岩陰などでも物陰に隠れた敵の存在を瞬時に把握することができる。ライフゲージの点滅が消えると目の輝きも消えてしまう。
ライフゲージ
胸の中央にあり、ガイアのそれと同様に活動時間に制限はないが、活動エネルギーが減るとランプが青から赤に変わって点滅し、点滅が消えると力尽きてしまう。弱点でもあり、第45話ではブリッツブロッツに破壊され、退けられている。
アグルブレスター
アグルのライフゲージの両脇にあるプロテクター。敵の攻撃を受けても傷付きはしない頑丈な鎧。大概の攻撃はこれで跳ね返してしまう。
アグルボディー
超高熱や極低温でも耐えられる体。ガイア同様、怪獣のビーム攻撃や火炎を受けても直接傷付きはせず、ガイアのそれを上回る強度を誇る。体内には光が満ちている（第48話）。
腕
フォトンクラッシャーを除くほとんどの光線技の類はここから繰り出す。
足
反重力エネルギーを発生させ、空を飛ぶことができる。飛行の際は人一人吹き飛ばすほどの強烈な烈風が生じる。また、着地の際はガイアと同様に土煙や土砂を巻き上げる。

#### アグルの技
フォトンクラッシャー
頭部のブライトスポットから放つ光の衝撃波。ガイアのフォトンエッジと同等の威力を持つ。
クァンタムストリームの通じないアパテーを倒した他、サイコメザードやギールII、アルギュロスが化けたニセウルトラマンアグルを倒した。ガイア戦では、フォトンエッジとの激突時に発生した強大なエネルギーが、ゾーリムを呼び寄せる原因となってしまう。
通常はブライトスポットの前で腕をXの字に組んでエネルギー集約に移るが、第13話では右腕に作り出したエネルギーを頭部に持っていく形でポーズを簡略化して発射している。
リキデイター
両手の間に発生させたエネルギーを集めて作り出した破壊光球を放つ。ガイアのクァンタムストリームと同等の威力を持つ。一部、投影せずに直接放つこともある。5話ではボクラグを一撃で蒸発させ、対アルギュロス戦ではXIGファイターを巻き込みながら6連射した。第18話のガイアとの戦いでも使用。
アグルブレード
右手に発生させる光の剣。切れ味は非常に鋭く抜群だが、長時間使用すれば大量のエネルギーを消費するというリスクがある（後述のガイアとの戦いでライフゲージの点滅を早めてしまった）。
第5話ではボクラグをバラバラに切り裂いたが、再生能力で無効化されてしまう。第18話でもガイアとの等身大戦で使用した。
アグルスラッシュ
指先から発射する光弾。ガイアのガイアスラッシュと同系統の技だが、こちらの方が破壊力は上。アグルショットと記載している資料もある。必殺の威力は無いが、腕や指先を伸ばしただけで繰り出すことができるため、牽制などで威力を発揮する。
ウルトラバリヤー
両腕から回転式のバリアを発生させる。第24話では飛行しながら半球状のバリアを使い、G.U.A.R.D.戦闘機の攻撃を防いだ。
反物質光線（反物質化光線）
ライフゲージから放つ大きな光の塊で、対象物のバリオン数を反転させ、物質と反物質の変換を行う。第14話でガイアの体を反物質化させてアンチマターのシールドの中でも戦えるようにし、撃退後には反物質化したガイアに再度発射して元の物質に戻した。
アウェイクニングインパクト
第24話で、世界各地の地中に眠る怪獣たちを覚醒させるために使った。エネルギーを右腕に集中させて大地を殴り、地中に眠っている怪獣に青色のエネルギー振動波を送り込む。これを世界各地で行った結果、ゾンネルIIとギールIIが目覚めた。
スピニングクラッシャー
全身を高速回転させ、ドリルのように敵の頭に突進する。初出は第25話での対ガイア戦。最終話ではガイアSVと共にゾグ（第2形態）を貫いてダメージを与えた。
高速移動能力
向かって来る敵の背後に瞬時に回りこむ。第13話では対サイコメザード戦で使用した。第24話では変身せずに藤宮の姿のままで使用し、G.U.A.R.D.隊員たちの警備網を回避・突破した。
ディメンショナルクローサー
亀裂が開いてしまったシールドの穴を瞬時に修復する左手から放つ白色光線。アンチマターのシールドに開いてしまった亀裂を瞬時に修復した。
アグルシールディング
宇宙空間に開いたワームホールの入り口を瞬時に閉ざす右手から放つ青色光線。ガイアがワームホールにアンチマターを追放した後でこの光線を使ってワームホールの入り口を閉ざした。
アグルパンチ
左右の両手から発する強烈なパンチ。基本はストレートパンチだが、ウルフガスなどにはアッパーカットを放った。
アグルキック
左右の足から放つ強烈なキック。空中へ跳躍したウルフガスに対して、自らも跳躍して見舞った空中キックの他、ガイア戦における、左右連続で繰り出すキックなどのバリエーションがある。
アグル回転キック
空中で回転を加えて破壊力を強化し、相手に蹴り込むキック。ウルフガスやウルトラマンガイアに対して繰り出した。
アグルスクロール
相手の背中を掴んだ後、回転投げを決める技。ニセ・ウルトラマンアグルに対して使用した。
アグルフライングアタック
マッハ5.5のスピードで飛び上がった後、降下して高速で相手に飛び掛かり、そのまま回転投げに持ち込む技。アルギュロスが変身したニセ・ウルトラマンアグルにダメージを与えた。
アグル空中投げ
相手の背中を両腕でつかんで持ち上げ、頭部から地面に投げ落とす技。ニセ・ウルトラマンアグルを投げ飛ばした。
アグルホイップ
敵の体をつかみ、空中で大きく振り回して投げ飛ばす技。ボクラグとの戦いで初めて使用した後、サイコメザードの尻尾をつかんで投げ飛ばした。また、ガイアからガイアホイップを受けそうになったが、体勢を入れ替え、逆にこの技でガイアを投げ飛ばすというホイップ返しを披露した。
ウルトラパワー
驚異的な怪力。宇宙から飛来してくるディグローブを撃墜するため、ゾンネルの背中にある硬い甲羅を両腕でこじ開け、光を放出させた他、突進してくるギールIIを受け止めた。

### ウルトラマンアグルV2
戦う誇りを取り戻した藤宮が、真に守るべきもののために戦う力を欲した時、それに応えた海から与えられた強烈な光によって復活したアグル。体色が初期の黒みがかった群青色から、鮮やかな明るい青に変わっている。黒の割合が全体的に少なくなり、胸のプロテクター（アグルブレスター）のボディーラインに金色が入った。体色は青・黒・金・銀。この形態になってからは僅かながらガイアを象徴する赤色の光までも帯びるようになった。
ガイア同様、これまでの光線技などは全て引き継ぎつつさらに戦闘力が強化されている。また、ガイアV2とは誕生経緯が異なるため、ヴァージョンアップ形態は無い。初登場は第41話。ガイア同様、現在はこのタイプで統一されている。
- 当初、アグルの力は第26話でガイアに吸収されて退場し、以降ガイアが単独で戦う予定だったが、スタッフやファンからの人気が非常に高く、非常に劇中での存在意義が大きかったため、藤宮を残し、第41話でパワーアップして再登場させることになった（ガイアがアグルの技を使えるようになったのは、その名残）[84][4]。
- 黒を減らしたアグルに、ガイアの要素を加えたものが決定稿となった[52][53]。
- ウルトラマンアグルのスーツアクターを務めた清水一哉は、改心した藤宮が変身したヒーロー然としたウルトラマンであったことから、V1にはなかった構えを考えたといい、詠春拳をアレンジしたポーズになったという[80]。また、V1の際には藤宮が頑なな意思の元、心を固く閉ざしていたため、拳を握っていたが、V2では心を解放して力が抜けて真のヒーローになったことを表現するために拳を開いたという[80]。

#### アグルV2の技
アグルストリーム
全身のエネルギーをL字形に曲げた右腕に集めて放つ、アグル最強の必殺光線。ガイアのフォトンストリームと同等の威力を持つ。大量のエネルギーを消費するため、1発しか撃てない。第44話で超コッヴと超パズズに対してガイアSVのフォトンストリームと同時発射し、第49話ではカイザードビシに対してガイアV2のクァンタムストリームと同時発射した。前記の第49話では発射までのポーズを省略して放っており、最終話では第44話や第49話とは違うポージングで使用している。
フォトンスクリュー
リキデイターの強化版で、両手に青い光球を作り出してスクリュー状の波動弾として発射する。第41話でΣズイグルを倒し、最終話ではゾグ（第1形態）に大ダメージを与えた。OVでは、ガイアSVのフォトンストリームと同時発射してガクゾム（強化体）を倒した。
アグルセイバー
アグルブレードの発展技。刀身がより細長くなり、切れ味も増した。前述のアグルブレードが主に「斬る」タイプの技だったが、こちらはΣズイグル戦のような「突く」戦法に特化している。第41話でΣズイグルの胸に捕らえられた我夢を刳り抜いて救出し、第49話ではカイザードビシの触手を切断した。
第41話では両手で発生させて剣を「握る」形で使用していたが、第49話では手甲から即座に発生させている。
カウンターアグルセイバー
ゲーム作品『ウルトラマン Fighting Evolution Rebirth』で使用した技。相手が襲いかかってくると同時にダッシュしてすれ違いざまに切りつけ、さらに後ろからセイバーから放たれるエネルギー波を浴びせる。
フォトンクラッシャー
第45話と最終話でのみ使用。ガイアSVのフォトンエッジと同等の威力を持っている。第45話ではブリッツブロッツに跳ね返されており、最終話ではガイアSVのクァンタムストリームと同時発射し、ゾグ（第1形態）にダメージを与えた。
リキデイター
最終話でのみ使用。ドビシの大群を撃破し、ガイアSVのフォトンエッジと同時発射してゾグ（第1形態）にダメージを与えた。
ボディーバリヤー
防御力の高さを活かして敵の攻撃を全身で受け止める。Σズイグルの黄色破壊光弾やXIGファイターSS・SGのミサイル、超パズズの電撃を体で受け止めたが、イザクの火炎攻撃やゾグ（第1形態）の稲妻を帯びた青色念力光線には耐えられなかった。
ウルトラバリヤー
最終話でのみ使用。発生させた円形のバリヤーを使い、ガイアSVのウルトラバリヤーを重ねて、ゾグ（第1形態、第2形態とも）の波動弾を弾き返した。
アグル（V2）キック
左足を上空で青熱化させて、急降下キックを放つ。ガイアSVのスプリームキックと同等の威力を持つ。ゾグとの最終決戦でガイアのスプリームキックと共に敵の左右から同時に使用、ゾグ（第2形態）の角を破壊した。また、連続してひざ蹴りを放つアグル（V2）ニーキックというバリエーションも存在する。
フォトンディスチャージ
両腕をクロスさせて開き、全身からエネルギーを放出する。第49話で体に纏わりつくドビシを取り除いた。
アグル（V2）パンチ
左右の拳から放つ強烈なカウンターパンチ。命中精度も強化されている。
高速パンチ
第48話で使用した技。飛行しながら両腕の鉄拳を繰り出し、ゼブブを怯ませた。
アグル（V2）チョップ
怪獣の骨を砕くほどの衝撃力を持つチョップを放つ。
アグル（V2）ホイップ
敵の体や腕をつかんで持ち上げ、地面に叩き付ける技。超パズズなどの巨大な怪獣に繰り出し、ダメージを与えた。
プロミネンスキャノン（本編未使用）
右腕を一旦大きく回転させてからその腕を伸ばして指先から発射するオレンジ色の破壊光線。
児童向け書籍にて紹介されていた技で「凄いスピードである」と記載されている。
スペシウム光線
『新世紀ウルトラマン伝説』で登場ウルトラマン全員が放った光線。ウルトラ戦士はスペシウム光線を会得してからそれぞれの技に発展させているとされる。

### ガイアとアグルの合体戦法・技
タッチアンドショット
ガイアの右掌とアグルの左掌を合わせることで2人の精神を統一し、2人が空いている方の手から同時に放つ光線。並の怪獣なら一撃で倒す威力がある。
『新世紀ウルトラマン伝説』で天空魔に放ち怯ませた。
フライングアタック戦法
疾走してきたアグルV2をガイアSVが巴投げの要領で蹴り飛ばし、相手に体当たりする合体技。超コッヴや超パズズに繰り出した。
ダブルガード戦法（ビームガード戦法）
ガイアと背中合わせになり、ガイアSVのウルトラバリヤーと同時にアグルV2のボディーバリヤーを使って、2方向からの敵の攻撃を防ぐ技。超コッヴと超パズズの攻撃を防いだ。
ダブルスイング（ダブルスウィング戦法）
ガイアSVとともに敵の尻尾を掴んで振り回して、投げ飛ばして空中で激突させる技。ガイアが超コッヴ、アグルV2が超パズズの尻尾をつかみ同時に放り投げている。
ダブルフォトンバースト
ガイアSVのフォトンエッジとフォトンクラッシャーを同時に放つ戦法。ゾグ（第1形態）にダメージを与えた。
ダブルスラッシュバスター
ガイアSVのガイアスラッシュとアグルスラッシュを同時に発射する。ゾグ（第1形態）にダメージを与えた。
ダブルアタック
ガイアSVとアグルV2が超高速で敵に激突し、肉体を貫く技。ゾグ（第2形態）の喉元を貫いた。
ダブルバリヤー（ダブルバリヤー戦法）
ガイアSVとともにバリヤーを空中へ展開して飛ばし、2つのバリアーを重ねて防御力を高める技。一戦目ではなすすべもなく吹き飛ばされたゾグ（第1形態、第2形態とも）の波動弾を完全に防ぎ、跳ね返した。
フォトンスクエア
ガイアSVのフォトンストリームと同時にフォトンスクリューを放つ合体技。ガクゾム（強化体）を倒している。
ストリーム・クラッシャー
ガイアV2のクァンタムストリームと同時にアグルストリームを放つ合体技。2体のカイザードビシを同時に倒す。
バーストストリーム（ダブルストリームクラッシャー）
ガイアSVと左右に並び、フォトンストリームとアグルストリームを同時に放つ合体光線。縦に並んだ超コッヴと超パズズを貫き、倒した。
ストリーム・エクスプロージョン（ダブルパワー）
滞空状態のアグルV2と地に立つガイアSVとで上下に並び、同時に発射したフォトンストリームとアグルストリームを交差させ、さらに強力な破壊力の合体光線が生まれて敵を討つ大技。ウルトラマンをはるかに上回る巨体のゾグ（第2形態）の胴体とほぼ同幅の巨大な光線で、ゾグを貫き、倒した。

### 関連する能力を持つ戦士（アグル）
ウルトラマンオーブ ナイトリキデイター
ウルトラマンオーブ サンダーストリーム

### 本作品以降に登場する形態（アグル）
ウルトラマンアグルSV（スプリーム・ヴァージョン）
ガイアSV同様、アグルの最終形態。形状は上記のアグルV2とほぼ同じだが、カラーリング（赤・黒・金色）が追加されている。
2021年に開催された『ウルトラヒーローズEXPO 2021 サマーフェスティバル IN 池袋・サンシャインシティ』のステージにて初登場。
- 平成ウルトラシリーズのキャラクターデザインを担当した丸山が本作品以来23年振りに手掛けており、元々は丸山が遊びとして描いていたものでデザイン画集にも収録されていたが、夏のイベントに出演させたいという依頼がヒーローショーの演出担当からあったため、スーツ化することとなった。
- V2からの変化を明確にするため、電飾をマスクのトサカ前面に施している。プロテクターは黒と赤の2種類が描かれたが、演出や脚本内容に合うという理由から赤いプロテクターが決定稿となった。

## XIG
XIG（シグ）はeXpanded Interceptive Guardiansの略である。クリシスが1996年に弾き出した、根源的破滅招来体による人類消去に対抗するため、若き天才科学者集団のアルケミー・スターズと国連が連動して完成させた、汎地球的防衛組織のG.U.A.R.D.（対根源的破滅地球防衛連合）に所属する各分野に秀でた旧防衛隊のトップエリート隊員を中心に構成された最前線で根源的破滅招来体と戦う物理防衛システムである特捜チーム。オペレーション・クルーと6チーム18人の実行部隊で構成されている。ミッションエリア内に肉親がいた場合、該当者はその任から外れるという服務規程がある（第30話）。

### エリアル・ベース
我夢が開発した反陽子浮揚システムリパルサー・リフトを主動力として赤道軌道上の成層圏に静止しているXIGの本部兼前線基地である全長600メートルの巨大空中母艦基地。アルケミー・スターズの協力によって建造された。
艦橋上層部にベース機能の全てを操作できる司令室のコマンドルームと、直結している参謀室が置かれ、他にも大型メインコンピューターをはじめ、ペットも飼える隊員たちの個室にトレーニングルーム、浴場、複数のカフェテリア、フライトシミュレーターも備えているライドメカの整備場と格納庫などが基地内部に点在する。具体的な人数は不明だが、数多くの隊員・職員・見習い隊員が常駐している。船体最前部にはコンテナビークル用に3機、ベース後部にはピースキャリー用に発進ゲートがそれぞれ配置されている。
エリアル・ベース自体が空中戦艦としての機能を持っており、石室がデフコン1・地球防衛指令を発動させた際には、ファイターとともに敵に直接対峙する。武装は上部甲板にある三連装迫撃ランチャーや対空機銃である。またベース自体が軌道上からずれるとリパルサー・リフトの重力バランスが崩れて落下してしまう。
エリアル・ベースは第18話では、ウルトラマンアグルこと藤宮に占拠され、第27話ではクリシス・ゴーストの襲撃を受けて基地機能が停止させられ落下する寸前にまで追い込まれ、第36話では藤宮の策略に間接的に利用されたこともあったが、それらの危機を何とか回避した。だが第47話で破滅招来体の生体兵器モキアンの攻撃で壊滅的ダメージを受け、リパルサー・リフトによる牽引で大気圏外まで上昇した後自爆・崩壊したため、拠点を東京湾にあるG.U.A.R.D.の日本支部基地であるジオ・ベースに移転している。その後日談のOV『ガイアよ再び』では、エリアル・ベース2号が完成間近であることが語られている。
- 常時空中に浮かんでいるというエリアル・ベースの基本コンセプトは、1967年のイギリス作品『キャプテン・スカーレット』に登場する「クラウドベース」の影響が強いと見られる。デザインモチーフは「クラウドベース」と『超電子バイオマン』のバイオドラゴン[96]。

### 隊員装備・銃火器
XIGコンバーツ
耐衝撃性、耐熱、耐寒、耐圧、防弾性に優れた隊員用のツーピース構造の戦闘用スーツ。濃いめのブルーとグレー、イエローの配色のPBジャケットとグレーのボトムスで構成されている。劇中では女性オペレーターは通常着ていないが、第33話でのみ、高山我夢に随行してカナダに渡ったジョジーが着用していた。チーム・マーリンのPBジャケットは両肩から二の腕側面にかけての部分がブルーとなっている。女性オペレーターは、戦闘用とは想定されていないため、XIGコンバーツとは違う軽装でスカートタイプのツーピースの隊員服を着用し、インナーの袖のカラーは、常勤者がイエローで非常勤者はホワイトと異なっている。
XIG-NAVI
通信機能を備えたリストにはめて携行する腕時計型の小型モニタ付の個人用情報端末。情報解析や他の隊員との通信、エリアル・ベースからの情報受信端末として機能する。内部には超高性能の小型CPUを搭載している。
XIGメット
デジタルカメラが装備された戦闘用軽量型ハイテクヘルメット。形状は統一されているがチーム所属者用には所属チームのエンブレムと01から03のナンバーが、我夢用にはXIGのエンブレムと00のナンバーが、それ以外にはXIGマークのみがプリントされている。また、チーム・ライトニング用は青、チーム・ファルコン用は黄色、チーム・クロウ用は赤で側部が着色されている。
キャップ
紺地にチーム・マーリンのマークと01から03のナンバーが入ったものと、黒地にXIGのマークが入った2種類が登場。前者はXIGメットを使わないチーム・マーリンのメンバーがセイレーン7500に搭乗する際に使用した。後者は我夢、ジョジー、彩香、マイクルが戦闘を伴わない屋外活動で使用した。
モバイルマシン
我夢の持つ高性能モバイル。回線がなくても電話やネットワークにアクセスできる独自回線を有しており、全世界のアーカイブから瞬時にデータを収集する。OV『ガイアよ再び』ではパソコンにAppleのマークが入っている。
ジェクターガン
六角形のカートリッジ（HYPOP）を換装すると機能が変わる小型高性能レーザーガン。劇中ではレーザー・熱線弾と麻酔弾が使われた。最大で10発までの連射が可能。第18話では、閉ざされたエリアル・ベースのコマンドルームに下層部から侵入するために、松尾が銃口にハイパーグレネードHG-7を装着して発射した。G.U.A.R.D.一般隊員やリザード隊員も装備しており、XIG隊員が使う物とは色彩が異なる。
XIGバルカン
HYPOPを3個同時に装填する重量級の個人携帯用バルカン砲で、3つの銃身を回転させることで強力なエネルギー弾を連射する。発射時の反動は大きく、重量もある。第11話から登場し、主にチーム・ハーキュリーズが使うが、第39話でライトニングの大河原が、第46話でキャスが1回使用（前者は未発射）。
XIGバズーカ
陸上戦で使う強力バズーカ砲。重量があるためこれも主にハーキュリーズが使用する。第45話では柊も使用した。
シグアームズセット（隊員アタッシュケース）
XIG隊員の武器や持ち物が一つになったケース。
レスキューツール
チーム・シーガルが使用するあらゆる事案に対応可能な救助用装備一式。シーガルのメンバーによって綿密にメンテナンスされている。
サブマシンガン
第46話でハーキュリーズがシンリョク内部に突入した直後に使用した。また、G.U.A.R.D.隊員の標準武装でもある。

### ライドメカ
XIG所属の全メカニックは規格が統一されており、ピースキャリー機内に格納される際はコンテナビークル（全長：9メートル）という六角柱型に変形する構造となっており、発艦、または現地で投下後空中で速やかに変形する。

ピースキャリー
チーム・シーガルの神山リーダーが操縦し、堤チーフが戦場の戦略指揮や情報収集のため搭乗する、遠方でのミッションや司令機を必要とする際に出撃する大型ジェット機。また、我夢もアナライザーとして搭乗する場合もある。作戦実行時にランディングモードからフライトモードに変形する。「キャリー」の名称のとおり作戦に応じてファイターや陸戦メカなどのコンテナ・ビークルを最大3機まで後方部のハッチに搭載する輸送機だが、非常に長い航続距離を誇り、AWACSと同様、回転式の円盤状のロートドームを上部に装備して優れた警戒・指揮・管制能力を併せ持っており、攻撃機としては第3話から機首にヘルチケット砲を2門追加装備している他、任務に応じて各種のミサイル、ロケット弾、爆弾などを搭載可能。VTOL機能を有しているため、滑走路がない場所でも離着陸が可能。作戦に当たる各搭乗者のワークロードを軽減するため遠方の作戦エリアの現地までコンテナ・ビークルを輸送し、各搭載機を投下して展開させた後、本機は作戦空域の後方で待機して統括と支援に当たるのが基本的な用法である。なお、劇中で墜落したのはOV『ガイアよ再び』での1回のみである。

XIGファイターEX（エキサイター）
我夢が搭乗するXIGファイターの指揮官機で、偵察機ないし電子戦機としての性格が強い複座戦闘機である。作戦実行時にコンテナモードからファイティングモードに変形する。本来は指揮官用の機体だったが、堤はエリアル・ベースかピースキャリーで指揮に当たっているので本編中に操縦描写はなく、第4話で我夢が無断発進してしまい、以降なし崩し的に彼の専用機となった。我夢は本機のリモートフライングシステムを人工知能（PAL）に制御させて自立飛行を可能とし、変身中のアリバイも作っていた。エンタシア砲など固定武装の他にミサイルやサイドワインダーなど各種追加装備も搭載可能。特殊オプションの搭載にも最適の機体のため、第4話でパイロットウェーブ照射機を短時間で装備したほか、我夢のカスタマイズによって様々な特殊装備が追加された。第50話で我夢を救うためにゾグ（第1形態）に立ち向かって破壊されたが、その後PALは我夢のPC内で復活した。
- 彩色設定では、胴体部が空洞になっていた。

XIGファイターSS（スカイサーファー）
「ファイター1」とも呼ばれる。ファイターチームのリーダーが搭乗する主力戦闘機で、主武装としてスペラール砲と超熱線ビーム・ファイナーズ砲、機体下部にHEATミサイルを搭載している。ゴキグモン戦ではファイアボムが搭載された。作戦実行時にコンテナモードからファイティングモードに変形する。EX・SS・SGとも揚力ではなくリパルサー・リフトで飛行する新しい概念の航空機で、ホバリングや超成層圏飛行が可能。また、同じくリパルサー・リフトによる3次元のモーメントを持ち、高速戦闘機能に優れ、高い運動性能を誇るが、本機はSG機の誘導と援護に当たるためハイパージェットエンジンを搭載し、スピードが最速となっている。下方からの敵の攻撃を避ける際はSG機2機共々一度垂直に急上昇させながら機体をやや逆さまにした状態で回避する。演習で使う黄色い機体の「特別訓練機」も存在。
モキアンを殲滅するべく自爆したエリアル・ベースごと爆発し、全機喪失。
- 彩色設定では、XIGの文字が機体側面にあったが、造形ではXIGのエンブレムが垂直尾翼に付けられた。

XIGファイターSG（スカイゲイナー）
「ファイター2」「ファイター3」とも呼ばれる。ファイターチームの一般兵が搭乗する戦闘機で、最高速度はマッハ6。作戦実行時にコンテナモードからファイティングモードに変形する。固定装備のマジョット砲と、遠距離狙撃用のロンゲスト砲、左右主翼部分に8門ずつ計16門搭載する多数のHEATミサイルが主力武装で、機動性や投射火力はSS機を大きく上回り、ポテンシャルは高いが、イジェクトが多い。レザイト戦では液体窒素弾、アンチマター戦では対アンチマター変換システム、ゴキグモン戦ではファイアボムが搭載された。ファイターチームはXIGファイターSS1機と本機2機の3機編隊での行動を基本とする。本機はコクピットを含む機種部分が撥ね下ろし式に180度回転してコンテナモードからファイティングモードに変形する。下方からの敵の攻撃を避ける際はSS機共々一度垂直に急上昇させながら機体をやや逆さまにした状態で回避する。SS同様演習で使う黄色い機体の「特別訓練機」も存在。
SSと同様に、モキアンを殲滅するべく自爆したエリアル・ベースごと爆発し、全機喪失。
- 彩色設定では、XIGの文字が左主翼にあったが、造形ではXIGのエンブレムが垂直尾翼に付けられた。

XIGファイターST
乱橋チーフが開発した新型ファイターで、SSの改良型となる次期主力機。当初はその桁外れの推進力による高速性能に他の部分の改良が追いつかなかったため、一時開発が中断されていたが、ジオ・ベースに1機のみ配備された。装備、飛行性能、特に推進力が大幅に強化した高性能機のため、空中ファイターチームのリーダーしか乗りこなせない。攻撃性能も向上しており、空中浮遊攻撃も可能で、機体上部に新装備されたリパルサー・チャージャーから強力なレーザーを放つ。チーム・ファルコンの米田リーダーが搭乗し、ゼブブと相討ちになって大破されてしまうが、米田は無事生還。その後最終話まで登場しなかったが、OV『ガイアよ再び』で正式に実戦配備されている。OV劇中では米田リーダーが我夢を迎えに行くために搭乗し、バイアクヘー戦では梶尾リーダーが搭乗した。
- ミニチュアはXIGファイターSSのリペイント。

XIGファイターGT
STと同じく第48話で登場した新型ファイターで、SGの進化形となる次期主力戦闘機。ジオ・ベースに2機配備され、極めて高い格闘戦の運動性能を持ち、リーダークラスの操縦技術を必要とするため、チーム・ライトニングの梶尾リーダーとチーム・クロウの稲城リーダーが搭乗し、ゼブブやドビシと応戦した。左右主翼のSGのHEATミサイル発射口にあたる箇所にリパルサー・チャージャー2門が新装備され、ST同様主翼から強力なレーザービームを発射可能。かなり強引な飛行も可能で、第50話でG.U.A.R.D.アジア支部のノーマルファイターがかわせなかったドビシの群れを、梶尾と稲城はきりもみ飛行をしながらかわした。最終話ではチーム・ライトニングの梶尾リーダーと北田が搭乗し、リパルサー・フィールドで我夢と藤宮に怪獣の光を送った。OV『ガイアよ再び』でも登場し、劇中ではチーム・ライトニングのメンバー2名が搭乗した。
- ミニチュアはXIGファイターSGと同じ型から造られた。

MLRSバイソン
チーム・ハーキュリーズが搭乗する3人乗りの地上攻撃用の戦闘用バギー。作戦実行時にコンテナモードからタンクモードに変形する。武器は200ミリ徹甲弾とサイクライダー砲。MLRS（多連装ロケットシステム）を搭載している。第2話では同型の車両を2台使い、ギールと応戦。第45話ではG.U.A.R.D.の柊が搭乗してブリッツブロッツと戦った。なお、登場は第2話と第45話のみ。
- 彩色設定では、XIGの文字が側面部にあったが、造形ではXIGのエンブレムに変更された。

GBTスティンガー
チーム・ハーキュリーズ専用の高性能機動戦車。作戦実行時にコンテナモードからタンクモードに変形する。操縦席はミサイルの直撃でも壊れない。アルティメイト・ナパームなどの爆薬や火器を900kg搭載、グレネードミサイル50基（弾倉に20基、予備を30基）が武器。第11話から登場しそれ以降のハーキュリーズの主力メカとなる。
着地の際に必ず振動で自転車を倒してしまうため、「スティンガー被害者の会」が結成された（第46話）。
設定上砲身がボディ側面から展開し、タンクモードのコックピット部分が持ち上がったトーチカモードと呼ばれる形態があるとされるが、劇中ではXIGに配備された際と弾薬搭載時に姿を見せただけであり、実戦では使わなかった。
また、乗り手のチーム・ハーキュリーズのようにかなりしぶとく、たとえ怪獣の攻撃を受けて機能停止に追い込まれても、短時間で再起動することが多い。
- 彩色設定では、XIGの文字だったが、造形ではXIGのエンブレムに変更された。

シーガル・フローター
主にチーム・シーガルが運用する3人乗りのレスキューに特化した万能ジャイロ機で、ジオ・ベースにも配備されている。各種調査や災害救助、怪獣の索敵や地上基地やエリアル・ベースの連絡用などに使用されるなど汎用性が高い。作戦実行時にコンテナモードからファイティングモードに変形する。サーマル・イメージャーなどのサーチメカとレスキューネットやミラクルハンドなどのレスキューメカを装備している。戦闘用装備にはレーザーループを放つリンガーリング砲があるが、劇中では使わなかった。それ以外にも麻酔弾や消火弾を搭載している。第9話で初登場。その後もエリアル・ベースやジオ・ベースに多数が配備されているような描写が存在する。

シーガル・ファントップ
チーム・シーガルが地上での救助活動で使う災害救助用特殊自動車。作戦実行時にコンテナモードからファイティングモードに変形する。サーマル・イメージャーやレスキューハンド、消火弾発射装置を搭載し、救助用の装備を車内にも搭載しているため、災害現場で要救護者を治療する簡易的病院にもなる。レーザー砲で武装している（劇中未使用）。第30話で登場。

セイレーン7500
テレビシリーズでは第21話のみの登場となったチーム・マーリンが搭乗する小型万能潜航艇。横谷などが設計に関わっている。作戦実行時にコンテナモードからサブマリンモードに変形する。武器は機体左右のマーリンブラスト砲。積載した酸化剤を使用するロケット推進と水中の酸素を利用するジェット推進の両方のエンジンを使い分けて推進する。照明弾を搭載し、水深1万メートルの水圧でも活動可能。OV『ガイアよ再び』ではバイアクヘーの襲撃でコントロールを失ったため、我夢も搭乗し、EX用の人工知能のPALが操縦した。

ベルマン
XIG隊員とG.U.A.R.D.が共用する地上での作戦行動や敵の追跡に使う超高速特殊車両。運転席には通信機や小型高性能コンピューターが、ルーフにはレーザーキャノン砲のビンシェル砲とフロントスポイラーに機銃2門がそれぞれ装備されている。基地が空中という設定なのであまり登場せず、武装も第12話の対ウルフガス戦のみでビンシェル砲しか使わなかった。ジオ・ベースにも同型で同一の性能の車両が配備されているが、ボンネット上の文字やドアのエンブレムが異なる。ベースはホンダ・アコードワゴン。
前作までスポーツ型車両とRV型車両の2種類が配備されていたが、今作ではテレビ局（KCB）の取材車両リレイラー（ホンダ・CR-Vがベース）が後者の役割を担う。
- 彩色設定では、後部部分のカラーリングはオレンジであり、前タイヤ周辺のボディの形状、ライトの形、アンテナの長さも異なる。
- テレビアニメ『SSSS.DYNAZENON』第4回にはベルマンのナンバープレートが蓬の部屋に飾られている。

ダヴ・ライナー
エリアル・ベース職員が定期的な地上への往来時に搭乗する超高速シャトル機。4基のロケットエンジンを搭載。連絡船であるため、非武装。複数の機体が就航しているが、モキアンの攻撃による退艦時に脱出艇として12機使われた。
- 玩具の変形ギミックはダヴ・ライナーと共通である。商品化された玩具の胴体部分の金型（フォルム）は、上記のセイレーンの流用。
- ミニチュアは後に『ウルトラマンメビウス』のGUYS連絡機に流用された。

XIGアドベンチャー
映画に登場する、我夢が多世界解釈の実証のために開発した最新鋭の時空移動メカ。時空移動モード時は機体両脇のホイールを回転させて速度マッハ3で時空（パラレルワールドの間）を移動、戦闘時はホイールを二つの腕部に変形させたバトルモードとなり、走行には下部の車輪を用いる。パーツは切り離し可能（劇中では後述の脱出ポッドでの脱出の際にその様子が見られる）。始動時には左右のレバーを内側に90度倒し、バトルモードへの変形後は再びレバーを垂直に戻す。武器は時空移動モード時でのホイールを使った体当たり攻撃と、バトルモード時での伸縮自在の光線状ワイヤー付きのクラッシャーハンドからの高圧電流攻撃。コックピット部分は緊急時には非常用の脱出ポッドとなり、飛行も可能。
千葉参謀いわく「まだ実験段階の時空移動メカ」だが、実用段階の最終始動テストという名目で、我夢が勉がいるパラレルワールドへ向かうのに強行使用。我夢自らが実験を行うも、完全には制御できず、時空移動後に高圧電流でキングオブモンスを痺れさせたが、パワーの差には勝てず、唯一の武器であるクラッシャーハンドを破壊された後にクレメイトビームの2連発で破壊された。
- 名称は小説『ガリバー旅行記』にて、主人公ガリバーがブロブディンナグ国へ行く際に乗船した帆船「アドベンチャー号」に由来する。劇中では我夢が勉から預かった『ガリバー旅行記』を持って搭乗し、「アドベンチャー号。ガリバーを乗せ、海を渡った帆船」とつぶやくシーンがある。

## G.U.A.R.D.
G.U.A.R.D.（ガード）とはGeocentric Universal Alliance against the Radical Destruction（対根源的破滅地球防衛連合）の略で、光量子コンピュータ・クリシスが1996年に襲来予測した根源的破滅招来体による人類消去に対抗するため、国連とアルケミー・スターズの連動で汎地球的に結成された防衛組織。アメリカ・ニューヨークに本部を置き、北アメリカ（セントジョーンズ基地）、アラスカ（バンクス基地）、南アメリカ（フォークランド基地）、ヨーロッパ（スバールバル基地）、アフリカ（マダガスカル基地）、北アジア（ノボシビルスク基地）、南アジア（モルジブ基地）、オーストラリア（スチュアート基地）、南太平洋（クリスマス基地）、日本（GEO BASE）に各国の軍の基地を利用した支部があり、その他の各地にも関連施設を持つ。その規律は軍に準じているが、配属に自己の希望が優先されるなど、民主的な面もある。

### GEO BASE（ジオ・ベース）
G.U.A.R.D.の地球防衛の中枢となる日本支部基地で、東京の湾岸地区にある巨大な防衛システムを持つ軍事秘密基地。地上部分は地下部分への出入り口のみだが、地下部分内部にはF4ラボなどの充実した研究設備をはじめ、司令室やメディカルセンター、ファイターの整備場とカタパルトまで完備されており、科学研究セクションや、ケミカルセクション、地質研究班、観測班、情報セクション、リザードといった地上部隊など数多くのセクションも存在している。シリーズ前半では研究施設としてのイメージが強く描かれ、エリアル・ベースとも頻繁に連絡・連携していたが、後に地上部分には地下からせり上がる2機の大型砲台や、ワーム・ホール・システムとワーム・ジャンプ・ミサイルの発射設備まで建造され、軍事色も濃くなっていった。
第27話では、潜入したクリシス・ゴーストに2体の金属生命体の破片サンプルを奪われたり、第40話ではパスギークに、第44話では超コッヴと超パズズにそれぞれ攻撃されるという非常事態があり、その度に基地周辺が戦場となった。
前述の通り、シリーズ終盤とOV『ガイアよ再び』ではエリアル・ベースに代わるXIGの臨時基地となった。
- 後に司令室は『ウルトラマンコスモス』のSRC研究機関（内部）として使用された。[要出典]

### メカニック
G.U.A.R.D.戦闘機
G.U.A.R.D.の各支部一般隊員に配備されている戦闘機。主武装はミサイル。劇中では南太平洋支部の機体はノーマルファイターと呼ばれている。米国製のF-15戦闘機の強化タイプと思われ、原型機のF-15とは各部の形状に差異がある。また、支部ごとに塗装が異なり、ノーマルファイターは白と青、オーストラリア機はグレーで塗装されている。
最終話では、戦闘機の数が不足したため、梶尾、北田以外のパイロットが使用した。その際使用された一般隊員用の機体のみリパルサー・リフトを搭載している。
G.U.A.R.D.輸送機
長い航続距離を誇る高性能輸送機。日本と南極間を一気に飛行可能。通常の輸送機の胴体上部に左右にG.U.A.R.D.のエンブレムがあしらわれた巨大な三角形型の主翼が付いている。コックピットには二つの操縦席があり、巨大な機体であることから複数台の車両を運搬可能であると考えられる。輸送方法は荷物自体の安全性も考えられ、第35話でアルゴナの卵を衝撃によって損壊しないように8本のショックアブソーバーで浮かせるようにして固定して南極から日本へ運んできたが、東京上空を飛行中に生命活動を再開させた卵から漏れ出ていた溶解力を持つ液体により機体に穴が開いて航行不能に陥り、卵を古田鉄工所へ落としてしまい、機体も墜落して大破する。
- 『円谷プロ図録』ではミニチュアの主翼はYB-49の海外製1/72スケールプラモデルの流用と推測している。

G.U.A.R.D.中戦車
G.U.A.R.D.の地上各支部に対空防衛用に配備されている90式戦車で、侵攻してくる敵から基地を守る。劇中ではアリゾナの環太平洋部隊・陸戦部隊所属の機体が登場。
- 撮影に使用されたものは四号戦車の改造。

ミサイルトレーラー
第9話で3発のリパルサーミサイルをチーム・ライトニングのいるポイント182-E7へ輸送した大型トレーラー。牽引車はミサイルの搭載作業に使用されると思われるクレーンを装備している。
バトルジープ
第9話でミサイルトレーラーを先導していた4輪の装輪装甲車。その名の通りジープに似た形状をしている。
G.U.A.R.D.4WD
主にG.U.A.R.D.一般職員の移動手段として使用される車両で、車種は日産・サファリ。第8話では我夢、第22話では樋口も使用した。また、第33話にはこれとは別に、アメリカ支部所属のコマンドチームのジープが登場している。
G.U.A.R.D.輸送車
G.U.A.R.D.一般隊員の現場への人員輸送として使用される軍用車両で、車種は73式中型トラックで、車体の色はカーキ色。第4話や第33話などに登場した。また第44話では人員だけでなく、建設物資などの運搬にも使用されていると思われる車両もジオ・ベースに見受けられる。
自走砲台ガン・メン（地走砲台ガン・メン）
2門の高出力レーザー砲と4門のミサイルランチャーが複合された無人の移動砲台で、G.U.A.R.D.の地底貫通弾発射基地に防衛システムとして配備されている。
リパルサーミサイル
リパルサー・リフトの技術を応用したミサイルで、マイナスの質量を撃ち込んだ目標周辺に発生させる能力を持つ。運用はXIGファイターによって行われる。第9話でレザイトに対して使用され、レザイトが発生させた重力場を破壊しようとしたが、副作用でレザイトに移動能力を与えてしまう。
地底貫通弾
柊が地底怪獣への攻撃に使用したミサイル型兵器。地上の発射台から弾頭が地下に発射される。英語名「UNDERGROUND PENETRATE NUCLEAR MISSILE」、略称「U.P.N.M.」。かつては戦争での使用を国際条約で禁じられていた大量破壊兵器であり、使用した土地に環境破壊などの悪影響を及ぼす有害物質（英語名から放射性物質と思われる）を含んでいる他、地殻破壊などの二次被害も確認されている。津村湖近辺に発射基地が存在しており、第38話でティグリス攻撃に使用されたが、ティグリスに瀕死の重傷を負わせるも撃破には至らず、逆に怒り狂ったティグリスによって発射設備などを破壊された。また、先述した有害物質は、第39話においてツチケラの凶暴化の原因となるなど悪影響を残した。
同種の兵器としてG.U.A.R.D.ヨーロッパの地中貫通爆弾、G.U.A.R.D.チャイナの地中貫通ミサイルJ99がある。
- 第38話の脚本を担当した古怒田健志によると、第24話の脚本（長谷川圭一が執筆）に『G.U.A.R.D.ヨーロッパの地中貫通爆弾が一斉に発射され、地球怪獣の悲しい叫びが響く』というト書きが書かれており、古怒田はそれを受け取る形で「人間のしたことの罪深さをもう一度理解させたい」という思いを持ち、その後第3クールに入る前の企画会議でその件を伝達したところ、シリーズ構成の小中千昭に「（実際に脚本を書くのなら）そちらがやるように」と言われたことにより、その結果第38話の展開が考えられたという。古怒田は第38話での展開に先駆けて、前の第37話において、テレビのインタビューで「地底貫通弾の使用」についてコメントを求められる市民の役でカメオ出演をしている。

ワーム・ジャンプ・ミサイル
恒星間ロケットを改造して建造された大型ミサイルで、惑星一つを破壊できる威力を持つ。空間に強い電荷を与えて人工的にワームホールを発生させる「ワーム・ホール・システム」と併用することにより、ワームホールを介した超長距離攻撃を行うことが可能。ジオ・ベース周辺に配備されており、第44話でコッヴたちの住むM91恒星系の惑星を破壊しようとしたが、襲来した超コッヴらに施設を破壊された。
- ミサイルの映像は『ウルトラマンコスモス』の統合防衛軍の「高性能ミサイル」、『ウルトラマンコスモス THE FIRST CONTACT』の国家緊急部隊シャークスの「防衛ミサイル」に流用された。

### G.U.A.R.D. 一般職員・一般隊員
一般職員は、G.U.A.R.D.の各施設で働く非武装の職員や作業員。一般隊員は、カーキ色のユニフォームに、タクティカル・ベストとキャップ、銃火器で身を固めた隊員で、作戦現場でのXIGのサポートを行ったり、リザードの一員としての任務、各基地施設で警備を務めるなど様々な部署の隊員たちがいる。

### その他の関連施設
G.U.A.R.D.通信本部
第19話の台詞内に登場。こことXIGが連携して電波を遮断し、サイコメザードIIの位置を特定した。
G.U.A.R.D.対空間レーザー衛星
第36話に登場した軍事衛星で、両側のソーラーパネルで吸収した太陽光のエネルギーを利用して、中央部のパラボラから高出力のレーザー光線を放つ大気圏防衛システム。これが配備されたことでG.U.A.R.D.の戦力は13%アップするといわれた。藤宮にデータを盗まれてシステムを乗っ取られ、ワームホールを発生させようとする彼の策略に利用されてしまった。
地底貫通爆弾発射基地
第38話に登場した津村湖畔に建設された施設。ここで柊が地底貫通爆弾を発射し、地中にいるティグリスに瀕死の重傷を負わせた。自走砲台ガン・メンも装備されており、施設の大半は破壊されたものの、ティグリスに止めを刺している。
G.U.A.R.D.国際フォーラム
第45話に登場した施設。表向きは会議場だったが、地下には新兵器の研究・開発施設が隠されていた。ブリッツブロッツの攻撃で破壊された。
ジオ・サテライトNo.3
第45話に登場した、高エネルギー弾頭を分解していた施設。ここでガイアとXIGが、ブリッツブロッツと激戦を繰り広げた。

## その他のメカニック
リレイラー（KCB中継車）
田端ら取材班3人が乗車する編集・放送機材を内部に搭載したKCBのテレビ中継車で、第3話から登場した（第1話〜第2話まではトヨタ・ハイエースを使ったワゴンタイプの中継車）。ベース車両はホンダ・CR-Vで、主にリンブンが運転する。
防衛隊支援戦闘機
第1話に登場した航空防衛隊の戦闘機。機首と翼端が黄色に塗られている。空対空ミサイルであるAIM-9 サイドワインダーを搭載している。池袋に現れたコッヴを迎撃するも、全機撃墜された。
藤宮専用機
藤宮自身が開発した白いカスタムメイトジェット機で、第36話に登場した。通称「フェニックス」。XIGファイターに匹敵するほどの性能を持ち、自爆装置とコックピットのコンピューターにウイルスプロテクターが搭載されている。
第36話で藤宮は、これに搭乗してワームホールに突入し破滅招来体に自爆攻撃を仕掛けようとしたが、出現したXサバーガに阻まれて失敗し本機体を自爆。藤宮はその瞬間にガイアの手で救出された。
- 『円谷プロ図録』では、ミニチュアはB-1の海外製1/48スケールプラモデルの流用と推測している。

## 登場怪獣
各怪獣の詳細は「ウルトラマンガイアの登場怪獣」を参照。

### 根源的破滅招来体
人類を宇宙のどこかから監視し、その滅びを願う存在で、その実体は一切不明。
単に怪獣を送り込んでの文明や人間への攻撃だけでなく、金属生命体や宇宙微生物、宇宙戦闘獣などの地球外生体兵器を送り込んでの工作、時には我夢や藤宮、その周辺の人間への精神および心理攻撃も行い、さらにはウルトラマン同士を争わせてそのエネルギーを利用しようとしたりなどその行動は様々である。人類抹殺の理由も、当初の藤宮と同様、人類を宇宙の病原体と捉えているような言動の一方、超巨大な生物を地球に落とそうとしたり、地球そのものを破壊しようとするような手段を講じることもあり、その明確な理由や意味も明かされることはなかった。
主にワームホールから多くの尖兵を地球に送り込むが、このワームホールは第三者が侵入しようとするとバリヤーで阻まれてしまうため、外部から接触することはできない。第36話で一度だけ藤宮が侵入を試みているが、失敗に終わっている。
この「根源的破滅招来体」という語はあくまで人間が便宜上作った概念であるため、その意味は事情に合わせて柔軟に解釈されていくこととなる。当初は「怪獣」とほぼ同義の非常に大雑把な概念でしかなかったが、徐々にその範囲は狭められ、最終段階では純粋に「根源的破滅招来体」とみなすことのできる怪獣はごく少数だと結論付けられている。
- 当初は名前が付けられていたが、本作品ではヤプールのように、キャラクターが具体的に登場する存在ではないため、固有名称が付けられないことになったが、敵の概念説明時に小中が使用していた言葉が劇中でそのまま使用されることとなった[2][4]。ヤプールとは違い、抽象化しようとしており、最後に登場した天使はギリギリの着地点であったとしている[10]。

## キャスト

### レギュラー・準レギュラー
ガイアのスーツアクターを務めていた権藤俊輔や中村浩二は、ティガ・ダイナも担当していたことから、後進に主役を任せて辞める予定だったが、ドラマパートでのキャスティングを説得されたことから引き続き特撮も担当することとなった。次第にガイア役からフェードアウトして本編のみに集中する予定だったが、5人体勢でガイアを担当することとなった。
- 高山我夢：吉岡毅志
- 藤宮博也[注釈 32]：高野八誠
- 石室章雄：渡辺裕之
- 千葉辰巳：平泉成
- 堤誠一郎：宇梶剛士
- 佐々木敦子：橋本愛
- ジョジー・リーランド：マリア・テレサ・ガウ
- 鵜飼彩香：田中彩佳
- 梶尾克美：中上雅巳
- 北田靖：長谷川勝彦
- 大河原聡志：沢木祐介
- 米田達彦：賀川黒之助
- 林幸市：塩谷庄吾
- 塚守亨：石川真
- 稲城美穂：川嶋朋子
- 三島樹莉：松田泉子
- 多田野慧：石橋けい
- 吉田悟：松田優
- 志摩貢：加賀谷圭
- 桑原孝信：中村浩二
- 神山篤志：権藤俊輔
- 松尾蓮二：冴場都夢
- マイクル・シモンズ：サムエル・ポップ・エニング
- 瀬沼龍一：石井浩
- 樋口：海津亮介
- 乱橋巧介：浜田光夫
- キャサリン・ライアン：デビー・リギアー
- ダニエル・マクフィー：ジョン・オコーナー
- 稲森京子：久野真紀子
- 佐々木律子：沢村亜津佐
- 黒田恵：大寶智子
- 少女：蓮沼藍
- らくだ便の清水：清水一彦
- 田端健二：円谷浩
- 吉井玲子：石田裕加里
- 井上倫文：角田英介
- サトウ：奥本東五
- マコト：西嶋大明
- ナカジ：加々美正史
- 高山重美：水沢アキ
- 高山唯一：山本亘
- ナレーター：磯部弘

### ゲスト
※参考文献：『テレビマガジン特別編集 ウルトラマンガイア』（講談社・1999年）
- 内閣総理大臣[注釈 33]：小沢象（第1・2話）
- アナウンサー[注釈 33]：真地勇志（第1・25話）
- 女子大生：制野愛（第1話）[注釈 34]
- 渋谷の人々[注釈 33]：足立早里伊、平林浩太郎（第3話）
- マナミ[注釈 33]：和泉妙佳（第4話）
- OL[注釈 33]：さくらまき（第4話）
- 高山我夢（少年時代）[注釈 33]：増尾遵（第5・6話）
- 少年[注釈 33]：砂野潤、二見史龍（5・6話）
- 石室の家族：飯高真弓、渡辺優太、上原裕也（第5･7･42話）[注釈 35][注釈 34]
- ビル清掃員[注釈 33]：柴村繁安、内海敦（第7話）
- 浅野未来：今村雅美（第8・44話）
- 梅沢：安藤一夫（第8話）
- G.U.A.R.D.隊員[注釈 33]：川倉正一（第8話）
- ダム職員：富田晃介（第8話）
- 平川：小宮孝泰（第9話）
- 西谷[注釈 36]：信達谷圭（第9話）
- G.U.A.R.D.アメリカ幹部[注釈 33]：ジャック・ウッドヤード（第10話）
- 格闘家[80][注釈 33]：清水一彦（第12話）
- タカシ：紺野紘矢（第13話）
- カオリ：小森あみ（第13話）
- サトウの両親[注釈 33]：角田栄二、勝又陽子（第13話）
- 戸田[注釈 33]：島守達也（第13話）
- 馬場[注釈 33]：加藤四朗（第13話）
- 救助者[注釈 33]：竹ノ内泉（第13話）
- 星山博士：鈴木一馬（第14話）
- アラン[注釈 33]：ベンジャミン・ロトラ（第14話）
- サラリーマン[注釈 33]：久保雅嗣、新山和敬（第14話）
- 立花ミコ[注釈 33]：丸山花咲季（第15話）
- 矢淵博士：河西健司（第15話）
- 堀江（酔っ払い）[注釈 33]：二家本辰巳（第15話）
- 市の職員[注釈 33]：又野彰夫（第15話）
- 肉屋の主人[注釈 33]：邱太郎（第15話）
- 作業服の男[注釈 33]：山崎広久（第15話）
- 国際科学研究所所員[注釈 33]：ザック・タルシキ（デンゼル）、マシュー・ミアーズバーゲン（ニコラス）（第16話）
- XIG警備班：猪原伸浩、小川雅弘、佐藤健司、藤田信宏（第18話）
- リリア：鴨川寿枝（第19話）
- 少女時代の敦子：鈴木亜里咲（第19話）
- 津田博士：藤田宗久（第20話）
- 三原研究員：入江純（第20話）
- 須貝裕一助教授：右田昌万（第20・37話）
- ユキの母：寺尾美紅（第20・37話）
- 横谷勝歳：庄司哲郎（第21話）
- 今井源太郎：入沢宏彰（第21話）
- 厳均悟：横山尚之（第21話）
- 女[注釈 33]：永井薫（第21話）
- レポーター[注釈 33]：五十嵐智子（第21話）
- 根源破滅教団団員[注釈 33]：大友透、小林裕子、狸穴善五郎、八重樫玲子、若林淳（第21話）
- 弘希：太田翔平（第22・25話）
- 弘希の母：和泉ちぬ（第22話）
- 秘書[注釈 33]：下村彰宏（第22話）
- シュミット[注釈 33]：マクシミリアン・フォン・シュラー（第22話）
- 避難誘導部隊隊員[注釈 33]：伊方勝、小川雅史、奥平朝幸、金原泰成、宮崎稲穂（第22話）
- ジオ・ベース隊員[注釈 33]：加藤大騎、田中智也（第23話）
- サトシ：塙翔平（第24話）
- KCBアナウンサー[注釈 33]：橘川丈仁郎（第24話）
- 看護婦[注釈 33]：湯田美由紀（第24話）
- ジオ・ベース警備班[注釈 33]：大村晃司（第24話）
- スコッツディールのキャンパー：ブラッドリー・ワーナー（第24話）[注釈 34]
- 愚連隊[注釈 33]：島村日出人、ヨコスカ潮也（第25話）
- バーのマスター[注釈 33]：岩田清（第25話）
- リザード隊員[注釈 33]：松井達也（第25・26話）
- アメリカG.U.A.R.D.事務官[注釈 33]：ギャリー・モーガン（第26話）
- 隊員：水野友広（第27話）
- 竹中徳造：大山豊（第28話）
- 永田：不破万作（第29話）
- 庄司照夫：寺島進（第29話）
- らくだ便の主任[注釈 33]：町田政則（第29話）
- らくだ便の関[注釈 33]：関貴之進（第29話）
- 黒河内：黒河内美佳（第29話）[注釈 37]
- おでん屋台の客：太田愛（第29話）[注釈 37]
- 魔頭鬼十朗：牧野公昭（第31話）
- 沢村修作：佐藤人志（第31話）
- 相川洋美：吉沢直美（第31話）
- 洋美の母：鈴木ひろみ（第31話）
- アルフ・マッケイ：パトリック・ハーラン（第33話）
- 森の老人：トニー・セテラ（第33話）
- キャサリンの両親[注釈 33]：デンゼル・アシトン、ロメオ・ディア（第33話）
- 橋本真也：橋本真也（第34話）
- マンモス大剛：中村浩二[注釈 38]（第34話）
- プロレスラー[注釈 33]：井上亘、金本浩二、柴田勝頼、福田雅一、吉江豊（第34話）
- 練習生：鈴木慎介、須賀俊幸、竹内一夫、大内清和、原田習広、原武成、内藤大樹、梶貴之、岩本勝明、中谷隆信、矢鋪洋、川村豊（第34話）[注釈 34]
- レフェリー[注釈 33]：田山正雄（第34話）
- 景子[注釈 33]：飯塚美穂（第34話）
- 京極博士：津村鷹志（第35話）
- 社長：河原さぶ（第35話）
- 薮野：綾田俊樹（第35話）
- 武：内藤正樹（第35話）
- 幸男：山野拓也（第35話）
- 輸送機パイロット[注釈 33]：青山潤、狸穴善五郎、小峯隆生（第35話）
- G.U.A.R.Dチャイナ隊員[注釈 33]：王建軍、耿忠（第37話）
- 根源破滅教団教祖[注釈 33]：桜山優（第37話）
- KCBディレクター：村石宏實（第37話）[注釈 37]
- KCBスタッフ・渋谷：渋谷浩康（第37話）[注釈 37]
- 柊博之：大和武士（第38・45・50話）
- G.U.A.R.D環太平洋部隊隊員[注釈 33]：寿末智徳、清水進一（第38話）
- 平野老人：武内亨 / 青年期[注釈 33]：北村隆幸（第39話）
- 近藤[注釈 33]：岡真志（第39話）
- 近藤智恵[注釈 33]：神子結愛（第39話）
- 智恵の母親：伊藤こずえ（第39話）[注釈 34]
- 憲兵将校[注釈 33]：二家本辰巳（第39話）
- 憲兵：塩入卓哉、中谷隆信（第39話）[注釈 34]
- 刑事[注釈 33]：笈田雅人（カメオ出演）、所博昭（第39話）
- 強盗犯[注釈 33]：佐藤信一（菅原）、中嶋修（古川）（第39話）
- 名連村の小学生[注釈 33]：荒木和也、常盤祐貴（第39話）
- タロウ：沼田和紘（第40話）
- 真澄：清野優美（第40話）
- 医師[注釈 33]：吉見純麿（第41話）
- リザード隊員[注釈 33]：大甕晋（第41話）
- クラウス・エッカルト：アルバート・スミス（第42話）
- ミッシェル[注釈 33]：トム・ワトソン（第42話）
- 小谷研究員：久保田芳之（第43話）
- 島本助手：進之助（第43話）
- アジフ：佐藤元（第42・51話）
- 谷本明：辰馬伸（第44話）
- ワームジャンプシステムのオペレーター[注釈 33]：石原直哉、田中智也（第44話）
- ジオ・ベース隊員[注釈 33]：石丸ひろし（第44話）
- 今田：今田耕司[注釈 39]（第46話）
- 信者：ガレッジセール（川田広樹、ゴリ）、Z-1（上戸彩、西脇愛美、根食真実、藤谷舞）、ビビる（大木淳、大内登）[注釈 39]（第46話）[注釈 34]
- 矢吹栞：沢木麻美（第46話）
- 死神：堀内正美（第47・48話）
- 彼女[注釈 33]：田中夏子（第47話）
- 食堂の女の子[注釈 33]：大谷麗吏（第47話）
- 報道特別番組出演者[注釈 33]：窪園純一、武川修三、三田恵子（第48話）
- ヒトシ[注釈 33]：備瀬貴之（第49 - 51話）
- 斎藤昌典[注釈 33]：足立建夫（第49話）
- KCBアナウンサー[注釈 33]：西脇礼門（第49話）
- KCBプロデューサー[注釈 33]：原隆俊（第49話）
- KCBスタッフ[注釈 33]：城戸光晴、村石宏實（第49話）
- コメンテーター[注釈 33]：丹下一（第49話）
- レポーター[注釈 33]：中村良平（第50話）
- ジオ・ベース幹部[注釈 33]：赤星昇一郎、リチャード・アレン（第50話）
- アメリカ軍将校：シュンダ・イッサアリ[注釈 34]（第50・51話）
- アルケミー・スターズ[注釈 33]：ディアナ・アルファロ[注釈 34]、ドミニック・アレン（グレック）、ベリンダ・パスウェル（メリンダ）（第51話）

### 声の出演
- PAL：渡辺和彦 [注釈 34]
- G.U.A.R.D.隊員[注釈 33]：磯部弘（第10話）
- ディーンツ、マザーディーンツ[注釈 33]：山田恭子（第15話）
- ラジオアナウンサー[注釈 33]：磯部弘（第24話）
- G.U.A.R.D.司令[注釈 33]：磯部弘（第26話）
- ワームジャンプシステムのアナウンス[注釈 33]：磯部弘（第44話）
- アナウンサー[注釈 33]：磯部弘（第50話）

### 特技アクション
※参考文献 『テレビマガジン特別編集 ウルトラマンガイア』 講談社
- ウルトラマンガイア：権藤俊輔、中村浩二、武安剛、清水一彦、関貴之進、高橋伸稔（第15話 - ）[41]
- ウルトラマンアグル：清水一彦、武安剛（第13話）、関貴之進（第14話）
- 怪獣：三宅敏夫、向原順平、岡野弘之、森英二、清水一彦、大谷智子、鈴木裕加、三村幸司、後藤和雄、梛野素子

## スタッフ
- 製作 - 円谷一夫
- 監修 - 高野宏一
- 企画 - 笈田雅人、丸谷嘉彦、大野実
- プロデューサー - 小山信行、諸冨洋史、高城一典
- 音楽 - 佐橋俊彦
- 音楽プロデューサー - 玉川静
- 音楽制作 - ユーメックス、円谷ミュージック
- シリーズ構成 - 小中千昭、江藤直行
- 美術監督 - 松原裕志、内田哲也、寺井雄二、小竹森智子
- 脚本 - 小中千昭、長谷川圭一、川上英幸、吉田伸、武上純希、太田愛、古怒田健志、右田昌万、大西信介、増田貴彦
- 監督 - 村石宏實、高野敏幸、原田昌樹、児玉高志、根本実樹、北浦嗣巳、市野龍一、石川整、八木毅
- 特技監督 - 佐川和夫、神澤信一、北浦嗣巳、満留浩昌、村石宏實、原田昌樹、八木毅
- 撮影（本編） - 倉持武弘、西野高司、各務修司
- 撮影（特撮） - 高橋義仁、高橋創
- 照明（本編） - 佐藤才輔、田村文彦
- 照明（特撮） - 高野和男、和泉正克
- 美術（本編） - 石井巌、小出憲
- 美術（特撮） - 佐々木朋哉
- 録音 - 楠本龍巳、細井正次
- 助監督 - 張金鐘、高下守、谷口和彦、菊地雄一、日暮大幹、神村正義、岡秀樹、伊藤良一、安原正恭、落合崇、糸柳英郎、日紫喜博昭、佐藤勇一、小原直樹、山崎徳幸、江口奈沖、水元泰嗣、冨田卓、川口貴章
- 編集 - 大橋冨代、佐藤裕子
- キャラクターデザイン - 丸山浩
- メカニカル&アイテムデザイン - プレックス
- イメージボード - 橋爪謙始
- 擬闘 - 矢車武、高橋伸稔
- 操演 - 亀甲船
- 光学アニメーション - 日本エフェクトセンター
- 音響 - スワラプロダクション
- 造型 - 開米プロダクション
- スタジオ - 東宝ビルト
- 現像・テレシネ - IMAGICA
- 車輌協力 - 本田技研工業、ホンダアクセス
- エキストラ協力 - 稲川素子事務所、倉田プロモーション、劇団日本児童、高瀬道場、東京宝映、早川プロダクション、放映プロジェクト
- スクリプター - 島貫育子、阿南玲那、飯塚美穂、黒河内美佳、串田未央、堀北昌子
- 番組宣伝 - 安藤ひと実
- 製作 - 円谷プロダクション、毎日放送、読売広告社

## ネット局
| 放送対象地域  | 放送局             | 系列    | ネット形態 | 備考    |
| ------------- | ------------------ | ------- | ---------- | ------- |
| 近畿広域圏    | 毎日放送           | TBS系列 | 制作局     |         |
| 関東広域圏    | TBS                | TBS系列 | 同時ネット |         |
| 北海道        | 北海道放送         | TBS系列 | 遅れネット |         |
| 青森県        | 青森テレビ         | TBS系列 | 遅れネット |         |
| 岩手県        | IBC岩手放送        | TBS系列 | 同時ネット |         |
| 宮城県        | 東北放送           | TBS系列 | 同時ネット |         |
| 山形県        | テレビユー山形     | TBS系列 | 同時ネット |         |
| 福島県        | テレビユー福島     | TBS系列 | 同時ネット |         |
| 新潟県        | 新潟放送           | TBS系列 | 同時ネット | [ 121 ] |
| 富山県        | チューリップテレビ | TBS系列 | 同時ネット | [ 121 ] |
| 石川県        | 北陸放送           | TBS系列 | 遅れネット | [ 121 ] |
| 山梨県        | テレビ山梨         | TBS系列 | 同時ネット |         |
| 長野県        | 信越放送           | TBS系列 | 遅れネット |         |
| 静岡県        | 静岡放送           | TBS系列 | 遅れネット |         |
| 中京広域圏    | 中部日本放送       | TBS系列 | 遅れネット |         |
| 島根県 鳥取県 | 山陰放送           | TBS系列 | 同時ネット |         |
| 広島県        | 中国放送           | TBS系列 | 遅れネット |         |
| 岡山県 香川県 | 山陽放送           | TBS系列 | 遅れネット |         |
| 愛媛県        | 伊予テレビ         | TBS系列 | 同時ネット |         |
| 高知県        | テレビ高知         | TBS系列 | 同時ネット |         |
| 福岡県        | RKB毎日放送        | TBS系列 | 遅れネット |         |
| 長崎県        | 長崎放送           | TBS系列 | 同時ネット |         |
| 熊本県        | 熊本放送           | TBS系列 | 同時ネット |         |
| 大分県        | 大分放送           | TBS系列 | 同時ネット |         |
| 宮崎県        | 宮崎放送           | TBS系列 | 同時ネット |         |
| 鹿児島県      | 南日本放送         | TBS系列 | 遅れネット |         |
| 沖縄県        | 琉球放送           | TBS系列 | 同時ネット |         |

## 放映リスト
- 各怪獣の詳細は「ウルトラマンガイアの登場怪獣」を参照。
- 1999年1月2日は正月特番のため放送休止。
- 視聴率はビデオリサーチ調べ（関東地区）[122]

| 話数 | サブタイトル                                   | 登場怪獣・宇宙人 | 脚本                           | 監督                | 特技監督            | 放送日        | 視聴率 |
| ---- | ---------------------------------------------- | --- | ------------------------------ | ------------------- | ------------------- | ------------- | ------ |
| 1    | 光をつかめ!                                    | - ヴィジョンの龍 - 宇宙戦闘獣 コッヴ | 小中千昭                       | 村石宏實            | 佐川和夫            | 1998年 9月5日 | 7.4%   |
| 2    | 勇者立つ                                       | - 宇宙戦闘獣 コッヴ - マグマ怪地底獣 ギール | 小中千昭                       | 村石宏實            | 佐川和夫            | 9月12日       | 7.7%   |
| 3    | その名はガイア                                 | 金属生命体 アパテー | 小中千昭                       | 高野敏幸            | 神澤信一            | 9月19日       | 8.4%   |
| 4    | 天空の我夢                                     | - 波動生命体 - 超空間波動怪獣 メザード | 長谷川圭一                     | 高野敏幸            | 神澤信一            | 9月26日       | 6.3%   |
| 5    | もう一人の巨人                                 | 大海魔 ボクラグ | 小中千昭                       | 原田昌樹            | 北浦嗣巳            | 10月3日       | 5.4%   |
| 6    | あざ笑う眼                                     | - 奇獣 ガンQ（コードNo.00） - 奇獣 ガンQ（コードNo.01） | 川上英幸                       | 原田昌樹            | 北浦嗣巳            | 10月10日      | 4.9%   |
| 7    | 地球の洗濯                                     | 自然コントロールマシーン テンカイ（天界） | 吉田伸                         | 児玉高志            | 佐川和夫            | 10月17日      | 7.9%   |
| 8    | 46億年の亡霊                                   | - 超空間共生怪獣 アネモス - 超空間共生怪獣 クラブガン | 武上純希                       | 児玉高志            | 佐川和夫            | 10月24日      | 6.5%   |
| 9    | シーガル飛びたつ                               | 光熱魔石 レザイト | 太田愛                         | 村石宏實            | 村石宏實            | 10月31日      | 5.5%   |
| 10   | ロック・ファイト                               | - 宇宙戦闘獣 コッヴII（成獣） - 宇宙戦闘獣 コッヴII（幼獣）（複数） - 惑星破壊機 ヴァーサイト | 小中千昭                       | 村石宏實            | 村石宏實            | 11月7日       | 6.5%   |
| 11   | 龍の都                                         | 地帝大怪獣 ミズノエノリュウ（壬龍） | 古怒田健志                     | 原田昌樹            | 満留浩昌            | 11月14日      | 7.6%   |
| 12   | 野獣包囲網                                     | 獣人 ウルフガス | 川上英幸                       | 原田昌樹            | 満留浩昌            | 11月21日      | 7.7%   |
| 13   | マリオネットの夜                               | - 波動生命体 - 超空間波動怪獣 サイコメザード | 長谷川圭一                     | 根本実樹            | 佐川和夫            | 11月28日      | 7.1%   |
| 14   | 反宇宙からの挑戦                               | 反物質怪獣 アンチマター | 武上純希                       | 根本実樹            | 佐川和夫            | 12月5日       | 7.6%   |
| 15   | 雨がやんだら                                   | - 奇怪生命 マザーディーンツ - 奇怪生命 ディーンツ | 右田昌万                       | 北浦嗣巳            | 北浦嗣巳            | 12月12日      | 6.7%   |
| 16   | アグル誕生                                     | - 金属生命体 アルギュロス - ニセ・ウルトラマンアグル | 吉田伸                         | 北浦嗣巳            | 北浦嗣巳            | 12月19日      | 6.0%   |
| 17   | 天の影 地の光                                  | - 甲殻怪地底獣 ゾンネル - 超巨大天体生物 ディグローブ | 古怒田健志                     | 村石宏實            | 村石宏實            | 12月26日      | 6.2%   |
| 18   | アグル対ガイア                                 | - 甲殻怪地底獣 ゾンネル - 超巨大天体生物 ディグローブ | 小中千昭                       | 村石宏實            | 村石宏實            | 1999年 1月9日 | 7.5%   |
| 19   | 迷宮のリリア                                   | - 超空間波動怪獣 サイコメザードII - リリア | 長谷川圭一                     | 原田昌樹            | 原田昌樹            | 1月16日       | 6.4%   |
| 20   | 滅亡の化石                                     | 絶対生物 ゲシェンク | 川上英幸                       | 原田昌樹            | 原田昌樹            | 1月23日       |        |
| 21   | 妖光の海                                       | 無酸素海獣 カンデア | 大西信介                       | 根本実樹            | 佐川和夫            | 1月30日       | 7.0%   |
| 22   | 石の翼                                         | 宇宙雷獣 パズズ | 太田愛                         | 根本実樹            | 佐川和夫            | 2月6日        | 6.6%   |
| 23   | 我夢追放!                                      | 剛腕怪地底獣 ゴメノス | 吉田伸                         | 北浦嗣巳            | 北浦嗣巳            | 2月13日       |        |
| 24   | アグルの決意                                   | - 甲殻怪地底獣 ゾンネルII - マグマ怪地底獣 ギールII | 長谷川圭一                     | 北浦嗣巳            | 北浦嗣巳            | 2月20日       | 5.5%   |
| 25   | 明日なき対決                                   | - | 右田昌万                       | 村石宏實            | 村石宏實            | 2月27日       | 7.4%   |
| 26   | 決着の日                                       | 巨獣 ゾーリム | 小中千昭                       | 村石宏實            | 村石宏實            | 3月6日        | 7.3%   |
| 27   | 新たなる戦い 〜ヴァージョンアップ・ファイト!〜 | - 電子生命体 クリシスゴースト - ニセ・ウルトラマンガイア - 金属生命体 ミーモス | 古怒田健志                     | 児玉高志            | 佐川和夫            | 3月13日       | 6.8%   |
| 28   | 熱波襲来                                       | 自然コントロールマシーン エンザン（炎山） | 川上英幸                       | 児玉高志            | 佐川和夫            | 3月20日       | 6.4%   |
| 29   | 遠い町・ウクバール                             | 守護獣 ルクー（ルクーリオン） | 太田愛                         | 原田昌樹            | 原田昌樹            | 3月27日       | 4.3%   |
| 30   | 悪魔のマユ                                     | 宇宙怪獣 ゴキグモン | 増田貴彦                       | 原田昌樹            | 原田昌樹            | 4月3日        | 5.5%   |
| 31   | 呪いの眼                                       | - 魔頭鬼十朗 - 奇獣 ガンQ（コードNo.02） - 奇獣 ガンQ（完全体） | 川上英幸                       | 北浦嗣巳            | 北浦嗣巳            | 4月10日       | 6.0%   |
| 32   | いつか見た未来                                 | 時空怪獣 エアロヴァイパー | 武上純希                       | 北浦嗣巳            | 北浦嗣巳            | 4月17日       | 6.3%   |
| 33   | 伝説との闘い                                   | 伝説魔獣 シャザック（親子） | 長谷川圭一                     | 村石宏實            | 村石宏實            | 4月24日       | 7.6%   |
| 34   | 魂の激突!                                      | サイボーグ獣人 ウルフファイヤー | - 川上英幸 - 笈田雅人 （原案） | 村石宏實            | 村石宏實            | 5月1日        | 5.2%   |
| 35   | 怪獣の身代金                                   | 古代怪獣 アルゴナ | 太田愛                         | 市野龍一            | 佐川和夫            | 5月8日        | 4.5%   |
| 36   | 再会の空                                       | - 宇宙忍獣 Xサバーガ - 成体兵器 ミニサバーガ | 吉田伸                         | 市野龍一            | 佐川和夫            | 5月15日       | 6.7%   |
| 37   | 悪夢の第四楽章                                 | - 超空間波動怪獣 クインメザード - 幻影ウルトラマンアグル | 長谷川圭一                     | 原田昌樹            | 原田昌樹            | 5月22日       | 5.2%   |
| 38   | 大地裂く牙                                     | 地殻怪地底獣 ティグリス （アルブームティグリス） | 古怒田健志                     | 原田昌樹            | 原田昌樹            | 5月29日       | 5.1%   |
| 39   | 悲しみの沼                                     | 泥怪人 ツチケラ | 川上英幸                       | 北浦嗣巳            | 北浦嗣巳            | 6月5日        | 6.9%   |
| 40   | ガイアに会いたい!                              | 大宙魔 パスギーク | 小中千昭                       | 北浦嗣巳            | 北浦嗣巳            | 6月12日       | 5.6%   |
| 41   | アグル復活                                     | 宇宙捕獲メカ獣 Σズイグル | 吉田伸                         | - 石川整 - 村石宏實 | 村石宏實            | 6月19日       | 7.1%   |
| 42   | 我夢VS我夢                                     | - 精神寄生獣 ビゾーム - 巨大異形獣 サタンビゾー | 小中千昭                       | 村石宏實            | 村石宏實            | 6月26日       | 4.9%   |
| 43   | 銀色の眼のイザク                               | アルテスタイガー怪獣 イザク （イザクプラチアード） | 太田愛                         | 根本実樹            | 佐川和夫            | 7月3日        | 6.4%   |
| 44   | 宇宙怪獣大進撃                                 | - 宇宙戦闘獣 超コッヴ - 宇宙雷獣 超パズズ | 武上純希                       | 根本実樹            | 佐川和夫            | 7月10日       | 5.5%   |
| 45   | 命すむ星                                       | - 破滅魔人 ブリッツブロッツ - 地殻怪地底獣 ティグリスII - 地帝大怪獣 ミズノエノリュウ（壬龍） （ラストシーンのみ） | 古怒田健志                     | 原田昌樹            | 満留浩昌            | 7月17日       | 5.2%   |
| 46   | 襲撃の森                                       | 自然コントロールマシーン シンリョク（深緑） | 長谷川圭一                     | 原田昌樹            | 満留浩昌            | 7月24日       | 3.8%   |
| 47   | XIG壊滅!?                                      | - 超巨大単極子生物 モキアン - 死神 | 右田昌万                       | 北浦嗣巳            | 北浦嗣巳            | 7月31日       | 4.4%   |
| 48   | 死神の逆襲                                     | 破滅魔人 ゼブブ（死神） | 川上英幸                       | 北浦嗣巳            | 北浦嗣巳            | 8月7日        | 4.8%   |
| 49   | 天使降臨                                       | - 破滅魔虫 ドビシ - 破滅魔虫 カイザードビシ - 魚人 - 根源破滅天使 ゾグ（第1形態） | 吉田伸                         | - 八木毅 - 村石宏實 | - 八木毅 - 村石宏實 | 8月14日       | 6.4%   |
| 50   | 地球の叫び                                     | 根源破滅天使 ゾグ（第1形態） - 破滅魔虫 ドビシ - 破滅魔虫 カイザードビシ - 魚人 - 地殻怪地底獣 ティグリスIII - 伝説魔獣 シャザック（親子） - 剛腕怪地底獣 ゴメノスII - 甲殻怪地底獣 ゾンネルII - マグマ怪地底獣 ギールIII - 地帝大怪獣 ミズノエノリュウ（壬龍） | - 小中千昭 - 長谷川圭一        | 村石宏實            | 佐川和夫            | 8月21日       |        |
| 51   | 地球はウルトラマンの星                         | - 根源破滅天使 ゾグ（第1・2形態） - 破滅魔虫 ドビシ - 破滅魔虫 カイザードビシ - 地帝大怪獣 ミズノエノリュウ（壬龍） - 地殻怪地底獣 ティグリスIII - 伝説魔獣 シャザック（親子） - 剛腕怪地底獣 ゴメノスII - 甲殻怪地底獣 ゾンネルII - マグマ怪地底獣 ギールIII   | 小中千昭                       | 村石宏實            | 佐川和夫            | 8月28日       | 6.0%   |

## 映像ソフト化
いずれもバンダイビジュアルより発売。
- 1999年1月25日 - 11月25日にVHSが発売[124]。全13巻で各巻4話（13巻は3話）収録。2-3巻ずつ同時発売。提供バックと予告編は未収録。
- 1999年にレーザーディスクも発売された[124]。全7巻[124]。また、ウルトラシリーズおよびバンダイビジュアルにおけるレーザーディスクはこれを持って最後となった。
- テレビシリーズを再編集したばっちしVのビデオが全4巻で発売された[124]。
- 2000年4月25日 - 7月25日にDVDが発売[124]。全13巻で各巻4話（13巻は3話）収録。3-4巻ずつ同時発売。
- 2000年8月25日に第49話から第51話を再編集し未公開シーンと新撮カットを加えたVHS&DVD『ウルトラマンガイアSPECIAL』が発売[124]。
- 2007年7月25日発売の『ウルトラマンガイア メモリアルボックス』にテレビシリーズ全話と上記の『SPECIAL』が収録されている。
- 2008年1月25日にテレビ本編の内容を1時間に再編集した「クライマックスストーリーズ ウルトラマンガイア」が発売。ナレーションは玲子役の石田裕加里が担当。劇場版とOVの収録はされていない。
- 2016年2月24日にテレビシリーズ・劇場版・OV、また各作品の特典映像を全て収録した『ウルトラマンガイア Complete Blu-ray BOX』が発売。

## 主題歌
歌詞字幕：あり

### オープニング主題歌
「ウルトラマンガイア!」
作詞：康珍化 / 作曲：松原みき / 編曲：大門一也 / 歌：田中昌之&大門一也
オープニングの映像はストーリーの展開に合わせ、初期とピースキャリーのヘルチケット砲装備後、XIG実行部隊の登場、ガイアのヴァージョンアップ後、アグル再登場後の5パターンに分けられる。劇場版でも主題歌として使用された。

### エンディング主題歌
「Lovin' You Lovin' Me」（第1 - 26話）
作詞：渡辺なつみ / 作曲・編曲：P.KAWAI / 歌：B.B.WAVES
「Beat on Dream on」（第27 - 51話・OV）
作詞：小室みつ子 / 作曲：井上大輔 / 編曲：須藤賢一 / 歌：菊田知彦

### 挿入歌・イメージソング
「LOVE IS ALIVE」（第10話）
作詞：青木久美子 / 作曲・編曲：佐橋俊彦 / 歌：須藤ひとみ
「ガイア ノ チカラ」（第27・30・34・35話）
作詞：青木久美子 / 作曲：小杉保夫 / 編曲：大門一也 / 歌：田中昌之&大門一也

## 他ウルトラシリーズへの出演
『新世紀ウルトラマン伝説』
ガイアとアグルが他のウルトラ戦士と共に天空魔と戦った。
『新世紀2003ウルトラマン伝説 THE KING'S JUBILEE』
ウルトラマンキングの誕生日をガイアとアグルが他のウルトラ戦士と共に祝福する。
『大決戦!超ウルトラ8兄弟』
我夢がマドカ・ダイゴ、アスカ・シンの幼馴染として、敦子が我夢の恋人として、藤宮と玲子が我夢の親友とその妻として登場。本作品の我夢はパラレルワールドの存在であり、テレビシリーズの世界の我夢と同調することにより変身能力を得る。劇中で量子物理学の観点からパラレルワールドについて言及している。藤宮と玲子は夫婦となっており、演じた高野八誠と石田裕加里の実子が娘役で出演している。ガイアのフォームはV2に加え、新たにグリッターバージョンが登場した。本作品では我夢とガイアの出会ったシーンで、ガイアの形態はV2に差し替えられている。
- スーツは新調されている。

『ウルトラマン列伝』
第80話〜第83話（『ウルトラマンティガ・ウルトラマンダイナ&ウルトラマンガイア 超時空の大決戦』の分割放送）で我夢が、第95話と第96話（第95話がガイア、第96話がアグルメインの総集編）で我夢と藤宮が、番組ナビゲーターとして出演。本人たちが当時を振り返るという形でナビゲーションを行った。第96話のラストでは我夢と藤宮がガイアとアグルに変身している。
『劇場版 ウルトラマンギンガS 決戦!ウルトラ10勇士!!』
『ウルトラマンギンガS』の劇場作品。冒頭で既にエタルガーとアレーナに封印されていたが、UPGと春野ムサシの活躍により救出される。その後、礼堂ヒカルとショウを「君たちの地球は君たち自身で守るんだ」と励まし、市街地でティガ・ダイナと共にファイブキング（エタルダミー）と戦い、劇場版としては『ウルトラマンティガ・ウルトラマンダイナ&ウルトラマンガイア 超時空の大決戦』以来、16年ぶりに、スプリーム・ヴァージョンにヴァージョンアップした。
『ウルトラマンオーブ THE ORIGIN SAGA』
Amazon Prime Videoで配信された『ウルトラマンオーブ』のスピンオフ作品。高山我夢 / ウルトラマンガイアと藤宮博也 / ウルトラマンアグルが登場。
『ウルトラギャラクシーファイト 運命の衝突』
ウルトラマンガイアが登場。

## 小説
アルゴナのやって来た日
太田愛著。1999年に講談社より出版された『テレビマガジン特別編集 ウルトラマンガイア』に収録。
内容は本編第35話の前日談である。志摩が第35話で「我夢のパートナーとなった理由」はこのエピソードで判明した。また冒頭でチーム・マーリンが登場しており、これから先自分たちの出番が無いのではないかと不安になるというメタフィクション的な展開もある。
この他、吉田伸著による「小説・ウルトラマンガイア 超人伝説」の刊行がオークラ出版より2000年初秋にアナウンスされていたが、未発売に終わっている。